# Ngân Hà
Ngân Hà, Sông Ngân là một thiên hà chứa Hệ Mặt Trời của chúng ta. Nó xuất hiện trên bầu trời như một dải sáng mờ kéo dài từ chòm sao Tiên Hậu (Cassiopeia) ở phía bắc đến chòm sao Nam Thập Tự (Crux) ở phía nam, và sáng nhất ở chòm sao Nhân Mã (Sagittarius) - trung tâm của dải Ngân Hà. Nguyên nhân dải Ngân Hà được gọi bằng cái tên Milky Way là vì thần Zeus đã bế con trai mình là Hercules, cho cậu bé bú trộm dòng sữa của nữ thần Hera để trở nên bất tử. Bỗng nhiên nữ thần choàng tỉnh giấc làm dòng sữa bị văng tung toé lên bầu trời, từ đó mà cái tên gọi Milky Way được hình thành.
Galileo Galilei đã lần đầu quan sát được các ngôi sao riêng biệt trong Ngân Hà vào năm 1610 bằng kính viễn vọng của mình. Tuy nhiên, cho tới tận những năm 20 của thế kỉ XX, các nhà thiên văn học vẫn cho rằng toàn bộ vũ trụ mà con người biết lúc bấy giờ đều chứa trong Ngân Hà. Đến khi có cuộc tranh luận lớn nổ ra giữa Harlow Shapley và Heber Curtis, cùng với Edwin Hubble đã chứng minh được Ngân Hà chỉ là một trong số rất rất nhiều thiên hà khác.

## Từ nguyên
Các tên gọi Ngân Hà, Sông Ngân và Thiên Hà trong tiếng Việt đều bắt nguồn từ tiếng Hán. Vào những đêm trời quang, nhìn lên bầu trời ta có thể thấy một dải màu trắng bạc kéo dài do rất nhiều ngôi sao tạo thành. Người Trung Hoa cổ đại tưởng tượng đó là một dòng sông chảy trên trời và gọi nó là Ngân Hà (chữ Hán: 銀河) hoặc Ngân Hán (銀漢), Thiên Hà (天河), Thiên Hán (天漢), Vân Hán (雲漢), Tinh Hà (星河). Khi thiên hà không viết hoa, theo nghĩa thông thường trong tiếng Hán là tinh hệ (星系).

## Tổng quan
Ngân Hà bản chất là một thiên hà xoắn ốc chặn ngang kiểu SBbc theo phân loại Hubble. Nếu được nhìn từ bên trên (theo hướng vuông góc với mặt đĩa), phần trung tâm phình rộng ra và có bốn cánh tay xoắn ốc lớn bao xung quanh. Với đường kính dao động từ khoảng 100,000 đến 180,000 năm ánh sáng. Người ta ước tính có khoảng 100 - 400 tỉ ngôi sao được chứa ở trong, cùng với hơn 100 tỉ hành tinh. Không giống như những thiên hà xoắn ốc thông thường, những thiên hà xoắn ốc dạng thanh (hay thiên hà xoắn ốc gãy khúc) có một vùng dạng thanh chắn chạy ngang qua trung tâm của nó, và có hai cánh tay xoắn ốc chính. Ngân Hà cũng vậy và có thêm hai cánh tay xoắn ốc nhỏ hơn. Một trong hai cánh tay nhỏ đó là Cánh tay xoắn ốc Orion, có chứa Hệ Mặt Trời, nó nằm giữa hai cánh tay lớn là Perseus và Sagittarius.
Hệ Mặt Trời nằm ở mặt trong của Cánh tay Orion - một cấu trúc hình xoắn ốc chứa đầy bụi và khí gas, cách tâm quay Galactic Center khoảng 26,000 năm ánh sáng. Các ngôi sao trong phạm vi ≈10,000 năm ánh sáng tạo nên phần bồi nhô cao. Phần trung tâm với nguồn phát xạ vô tuyến mãnh liệt, được biết đến với cái tên Sagittarius A*. Chuyển động của vật chất quanh Sagittarius A* cho thấy nó chứa một vật thể rất nặng và đặc. Việc này có thể giải thích bằng sự tồn tại của một hố đen siêu trọng tại trung tâm Ngân Hà với khối lượng ước tính gấp khoảng 4,1 - 4,5 triệu lần mặt trời.
Cả Ngân Hà di chuyển với vận tốc khoảng 600 km/s. Nó chứa cả các ngôi sao cổ xưa nhất của vũ trụ, thậm chí với tuổi đời bắt đầu không lâu sau vụ nổ Big Bang. Nó còn tự quay quanh lõi của mình. Những cánh tay xoắn ốc luôn di chuyển trong không gian, Mặt Trời cùng các hành tinh cũng chuyển động cùng với chúng. Hệ Mặt Trời của chúng ta di chuyển với tốc độ  220 km/s, nhưng dù với vận tốc nhanh như vậy, chúng ta cũng phải mất đến 230 triệu năm để hoàn thành một vòng quay quanh lõi Ngân Hà.
Có vài thiên hà vệ tinh quay quanh Ngân Hà, tất cả đều thuộc Nhóm Địa phương, trong Siêu đám Xử Nữ và Siêu đám Laniākea.

## Góc nhìn từ Trái Đất

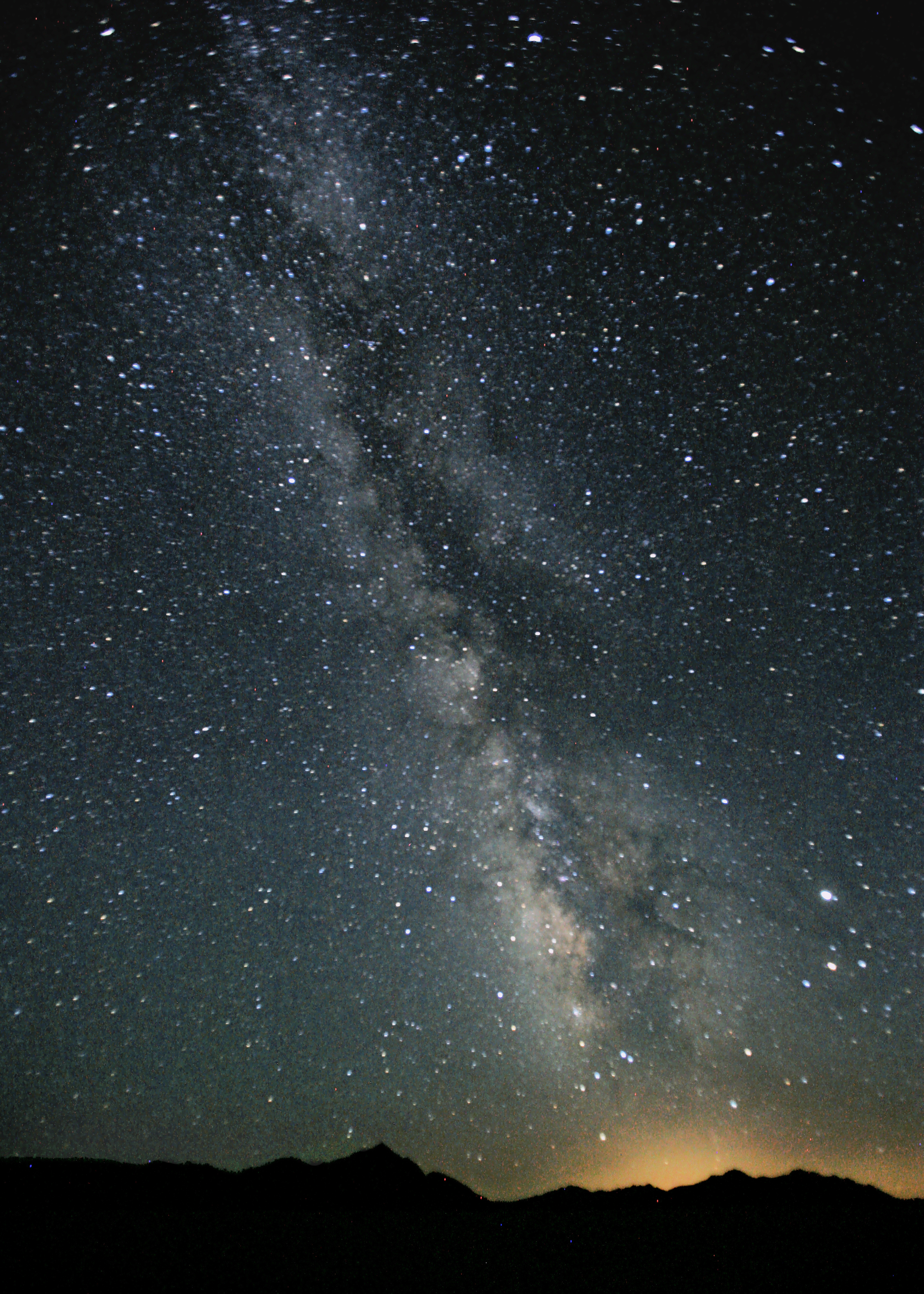
Bức ảnh Dải Ngân hà trên bầu trời đêm trên sa mạc Black Rock, Nevada được chụp vào ngày 22/7/2007. Đó là độ phơi sáng 54 giây được chụp bằng máy ảnh kỹ thuật số Cannon EOS 5D gắn chân máy với ống kính 16mm, mở rộng ở f2.8 và ISO800, năm 2007

Từ Trái Đất, dải Ngân Hà trông như một dải trắng bạc mờ ảo vắt ngang bầu trời, hay còn gọi là sông Ngân theo cách gọi của người Trung Quốc xưa. Tuy nhiên, ánh sáng quan sát được phần lớn bắt nguồn từ các ngôi sao phía xa, cùng với các vật chất nằm trong mặt phẳng thiên hà. Có một số vùng tối, như Great Rift hoặc Coalsack, do ánh sáng từ các ngôi sao bị hấp thu bởi bụi vũ trụ. Phần thiên hà nằm phía sau bị Ngân Hà che đi được gọi là Vùng Che khuất. Hệ Mặt Trời nằm ở phần rìa của đĩa thiên hà, nên chúng ta không thể nhìn xuyên qua được tâm Ngân Hà để quan sát phía bên kia của nó. Thậm chí ta còn không thể quan sát được vùng tâm của Ngân Hà do mật độ bụi, khí gas và sao nơi đây.
Dải Ngân Hà có độ sáng bề mặt tương đối thấp, do vậy muốn quan sát rõ được rõ ràng, bầu trời cần phải đạt đến một độ tối nhất định - khoảng 20,2 magnitude. Người ta chỉ ra rằng chỉ có hơn một nửa dân số có thể nhìn thấy dải Ngân Hà trên bầu trời đêm, nguyên nhân chủ yếu là do ô nhiễm ánh sáng. Ở những vùng đô thị, khó có thể thấy rõ Ngân Hà bằng mắt thường do cường độ ánh sáng khá cao. Tuy nhiên ở các vùng nông thôn rộng lớn, nơi Mặt Trăng có khi bị che khuất bởi đường chân trời, thì khung cảnh lại khá nổi bật.
Có khoảng 30 chòm sao quan sát được từ Trái Đất, mà trung tâm là chòm sao Cung Thủ - cũng là phần sáng nhất của sông Ngân.

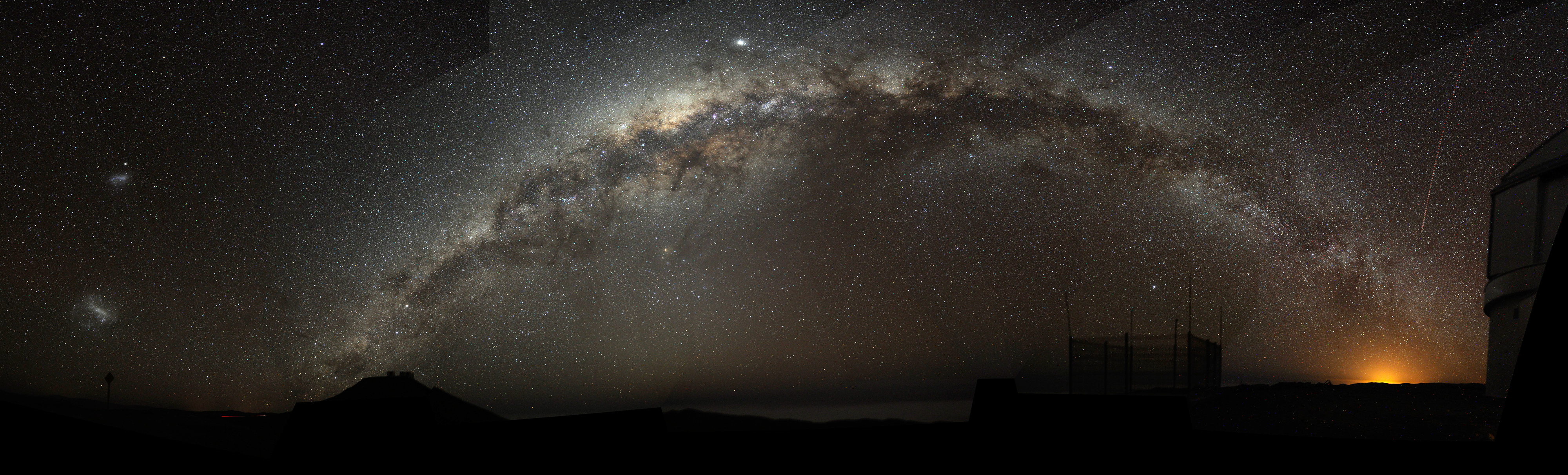
Vòm Ngân hà nổi lên từ Cerro Paranal, Chile, ở bên trái, và chìm trong ánh đèn đêm của Antofagasta. Vật thể sáng ở trung tâm, phía trên Dải Ngân hà là Sao Mộc, bằng cách nào đó bị kéo dài ra do hình chiếu toàn cảnh. Các đám mây Magellanic có thể nhìn thấy ở phía bên trái, và một máy bay đã để lại dấu vết có thể nhìn thấy ở bên phải, dọc theo bao vây Vista.

## Tuổi của Ngân Hà

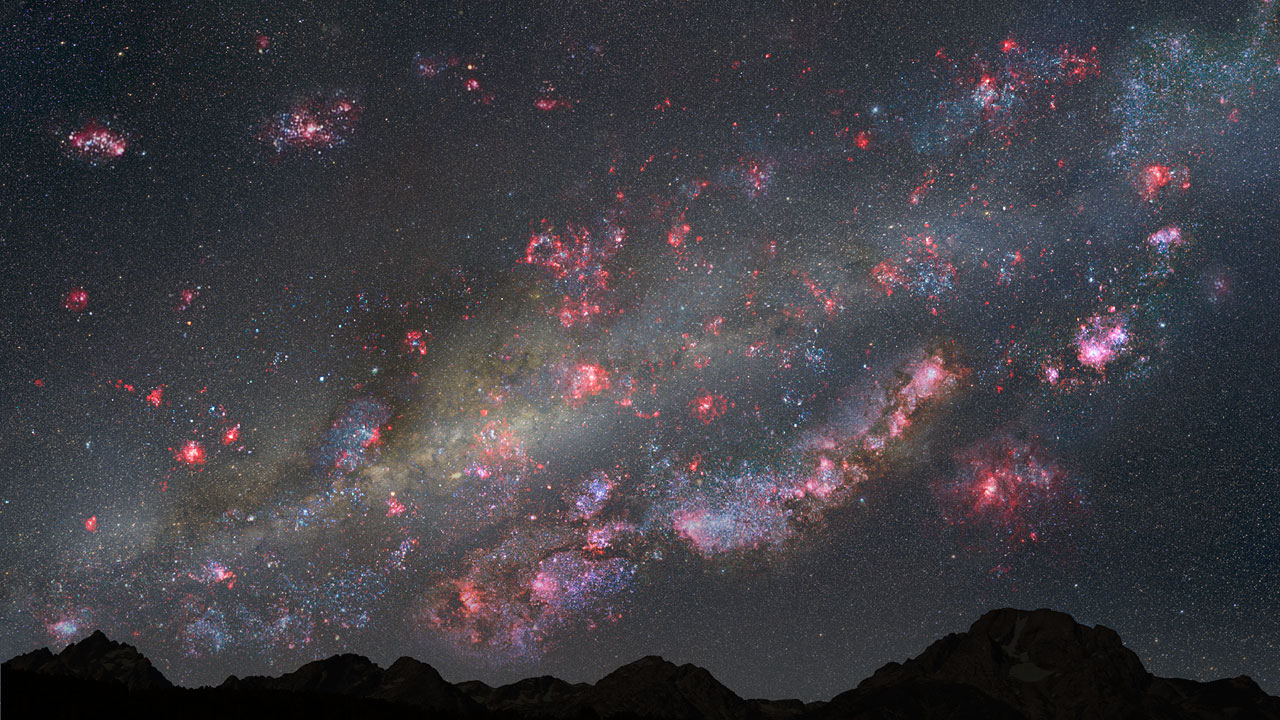
Hình minh họa này mô tả quang cảnh bầu trời đêm từ một hành tinh giả định nằm trong dải Ngân hà trẻ trung cách đây 10 tỷ năm. Các tầng trời bùng cháy bởi một cơn bão lửa của sự ra đời của các vì sao; Những đám mây khí hydro màu hồng phát sáng chứa vô số ngôi sao mới sinh, và màu trắng xanh của các cụm sao trẻ rải rác khắp cảnh quan. Tỷ lệ sinh của các ngôi sao cao gấp 30 lần so với trong Dải Ngân hà ngày nay. Tuy nhiên, Mặt trời không nằm trong số những ngôi sao non trẻ này - nó sẽ không được sinh ra trong 5 tỷ năm nữa. Liên kết: Thông cáo báo chí của NASA Sự phát triển của các thiên hà giống Dải Ngân hà theo thời gian: Thiên hà Hubble ở dịch chuyển đỏ z = 0,26; Thiên hà Hubble ở dịch chuyển đỏ z = 0,65; Thiên hà Hubble ở dịch chuyển đỏ z = 1,3; Thiên hà Hubble ở dịch chuyển đỏ z = 2,0; Thiên hà Hubble ở dịch chuyển đỏ z = 2,4; Thiên hà Hubble ở dịch chuyển đỏ z = 2,8.

Có nhiều cách để xác định tuổi của các vật thể thiên văn, một trong số đó là so sánh hàm lượng phóng xạ nặng như Uranium-238 hay Thorium-232 thu được so với hàm lượng phỏng đoán ban đầu. Từ đó người ta ước lượng được tuổi của một số ngôi sao trong Ngân Hà, ví dụ như với CS 31082-001là 12.5 ± 3 tỉ năm tuổi, hay BD +17° 3248 là 13.8 ± 4 tỉ năm. Năm 2004, một nhóm các nhà thiên văn học, bao gồm Luca Pasquini,Piercarlo Bonifacio, Sofia Randich, Daniele Galli và Raffaele G. Gratton đã tính toán tuổi của dải Ngân Hà. Nhóm này đã sử dụng quang phổ siêu tím - nhìn thấy của kính viễn vọng cực lớn để lần đầu tiên đo lượng beryli trong hai ngôi sao thuộc tinh vân NGC 6397. Điều này cho phép họ suy ra thời gian đã trôi qua giữa sự sinh ra đầu tiên của các ngôi sao trong toàn bộ dải Ngân Hà và sự sinh ra đầu tiên của các ngôi sao trong tinh vân này, từ 200 đến 300 triệu năm. Họ cộng khoảng thời gian này vào tuổi biểu kiến của các ngôi sao trong tinh vân là 13.400 ± 800 triệu năm. Tổng của nó là tuổi dự kiến của dải Ngân Hà: 13.600 ± 800 triệu năm.
Một phương pháp khác là dựa trên các lý thuyết hiện hành về sự tiến hóa của sao. Quần thể tinh cầu là những thiên hà lâu đời nhất trong vũ trụ, và sao lùn trắng là những ngôi sao già nua nhất trong một thiên hà. Hơn nữa, một ngôi sao lùn mà càng mờ, ứng tuổi của nó càng lớn. (Sao lùn trắng là một ngôi sao có khối lượng khoảng một nửa Mặt Trời và thể tích tương đương với Trái Đất). Sao lùn trắng đang nguội dần sẽ tỏa nhiệt và ánh sáng. Vì vậy, bằng cách tính toán độ nguội của chúng, rồi so với nhiệt độ phỏng đoán ban đầu, các nhà khoa học có thể ước tính tuổi của nó và tuổi của vũ trụ.

## Kích thước và khối lượng

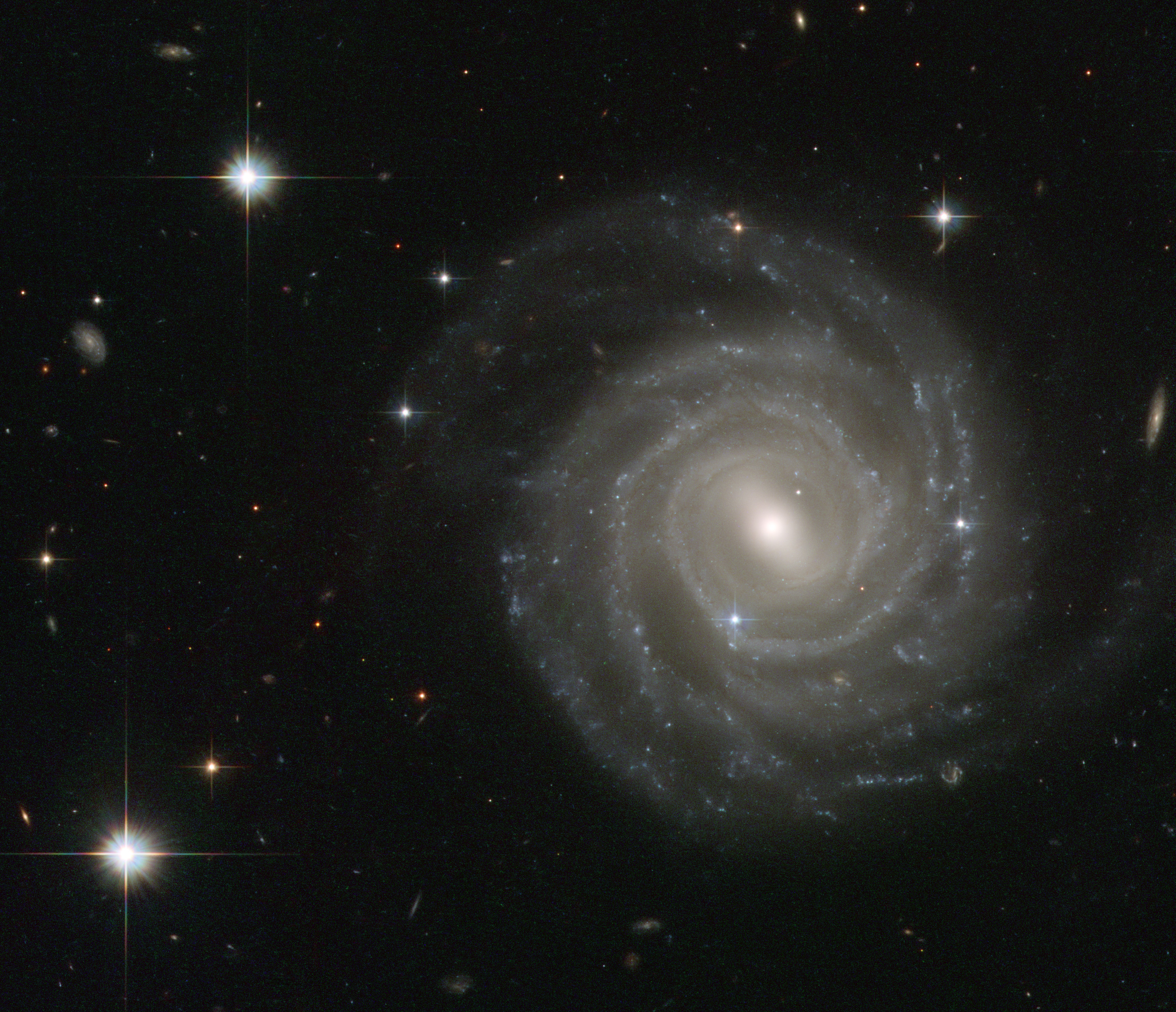
Thiên hà được chụp trong hình ảnh này, được gọi là UGC 12158, chắc chắn không ngại trước máy ảnh: thiên hà xoắn ốc này đang đặt trực diện vào Máy ảnh nâng cao của Kính viễn vọng Không gian Hubble của NASA/ESA để khảo sát, tiết lộ cấu trúc của nó một cách chi tiết. UGC 12158 là một ví dụ tuyệt vời về thiên hà xoắn ốc có thanh trong dãy Hubble - một sơ đồ được sử dụng để phân loại các thiên hà dựa trên hình dạng của chúng. Hình xoắn ốc có thanh, như tên gọi, có các cánh tay xoáy ngoạn mục của các ngôi sao phát ra từ tâm hình thanh. Các cấu trúc thanh như vậy rất phổ biến, được tìm thấy trong khoảng 2/3 các thiên hà xoắn ốc, và được cho là hoạt động như một cái phễu, dẫn khí đến các trung tâm thiên hà của chúng, nơi nó tích tụ để tạo thành các ngôi sao mới sinh. Đây không phải là những cấu trúc vĩnh viễn: các nhà thiên văn học nghĩ rằng chúng phân tán từ từ theo thời gian, do đó các thiên hà cuối cùng phát triển thành các hình xoắn ốc đều đặn. Diện mạo của một thiên hà ít thay đổi trong hàng triệu năm, nhưng hình ảnh này cũng chứa một thiên hà xuất hiện trong thời gian ngắn và rực rỡ — ngôi sao sáng màu xanh lam nằm ngay phía dưới bên trái của trung tâm thiên hà rất khác với một số ngôi sao tiền cảnh được nhìn thấy trong bức hình. Trên thực tế, nó là một siêu tân tinh bên trong UGC 12158 và xa hơn nhiều so với các ngôi sao của Dải Ngân hà trong lĩnh vực này — ở khoảng cách khoảng 400 triệu năm ánh sáng! Vụ nổ sao này, được gọi là SN 2004ef, lần đầu tiên được phát hiện bởi hai nhà thiên văn nghiệp dư người Anh vào tháng 9 năm 2004 và dữ liệu Hubble hiển thị ở đây là một phần của các quan sát tiếp theo. Hình ảnh này được tạo từ hình ảnh được chụp bằng Kênh trường rộng của Máy ảnh nâng cao dành cho khảo sát của Hubble. Hình ảnh thông qua màu xanh lam (F475W, màu xanh lam), màu vàng (F606W, màu xanh lá cây) và màu đỏ (F814W, màu đỏ) cũng như bộ lọc tách ánh sáng khỏi hydro phát sáng (F658W, cũng màu đỏ) đã được bao gồm. Thời gian phơi sáng lần lượt là 1160 s, 700 s, 700 s và 1200 s. Trường nhìn có chiều ngang khoảng 2,3 arcmin phút.

Là thiên hà lớn thứ nhì nằm trong Nhóm Địa phương, đường kính ước lượng của Ngân Hà vào khoảng hơn 100,000 năm ánh sáng (30 kpc), và bề dày khoảng 1,000 năm ánh sáng (0.3 kpc). Để dễ hình dung, nếu ta xem Hệ Mặt Trời như một đồng xu thì kích thước của Ngân Hà sẽ tương đương với cả một lục địa lớn. Các tua nhỏ bao quanh nó cũng có thể xem như một phần của Ngân Hà, do đó làm đường kính tổng thể tăng lên thành 150,000–180,000 năm ánh sáng (46–55 kpc).
Các nhà khoa học vẫn chưa thể kết luận được khối lượng chính xác của Ngân Hà. Tùy thuộc vào phương pháp đo cũng như các số liệu sử dụng mà cho ra các kết quả khác nhau. Dao động từ khoảng 5.8×1011 M☉ (khối lượng mặt trời) đến khoảng 7×1011 M☉, cho đến cận trên 8.5×1011 M☉ - tương đương một nửa Thiên hà Tiên Nữ.
Phần nhiều khối lượng trên là của vật chất tối, một dạng vật chất vô hình bí ẩn tương hấp dẫn lên các vật chất thông thường. Tổng khối lượng các ngôi sao chứa trong Ngân Hà rơi vào khoảng 4.6×1010 M☉ đến 6.43×1010 M☉. Ngoài ra còn có các đám khí gas vũ trụ (90% Hydro và 10% Heli theo khối lượng), chiếm khoảng 10-15% tổng khối lượng các ngôi sao.

## Sự hình thành Ngân Hà
Thuở sơ khai của vũ trụ, khắp nơi chỉ là các đám khí gas Hydro và Heli trôi nổi. Một số đám bắt đầu kết hợp với nhau, tạo nên những vùng "cô đặc" hơn so với các vùng khác. Những ngôi sao đầu tiên được tạo ra từ các phản ứng hợp hạch, và ngày càng nhiều các ngôi sao khác được tạo ra khi đám khí gas này tiếp tục cô đặc lại. Các ngôi sao này tương tác hấp dẫn lẫn nhau, tạo nên Quầng thể tinh cầu - những cấu trúc cổ xưa nhất trong vũ trụ. Vài tỉ năm sau sự ra đời của những ngôi sao đầu tiên, khối lượng của chúng đã đủ lớn nên có thể tự quay khá nhanh.
Đồng thời với việc tạo ra những ngôi sao mới, các ngôi sao già hơn bắt đầu quá trình "lão hóa", xé toạc bầu khí quyển hoặc dẫn đến các vụ nổ siêu tân tinh, giải phóng lượng vật chất dồi dào vào lại trong đám khí gas ban đầu, góp phần tạo nên những ngôi sao trẻ hơn với các nguyên tố nặng hơn. Quá trình này kéo dài và lặp đi lặp lại cho đến tận ngày nay, góp phần tạo nên Trái Đất và những hành tinh khác (do thành phần các đám khí gas ngày nay không chỉ đơn thuần là Hydro và Heli như ban đầu, mà còn chứa thêm rất nhiều các nguyên tố nặng khác).
Khối lượng của chúng tiếp tục tăng lên do các sao mới liên tục được tạo ra, cộng với việc tự quay khá nhanh quanh trục, nên hình dạng khối cầu ban đầu bắt đầu phình ra, rồi bẹp dần, rồi cuối cùng có dạng đĩa như ngày nay (bảo toàn mômen động lượng). Các sao mới sau này đều hình thành trên bề mặt "đĩa", tạo thành Ngân Hà ngày nay chúng ta quan sát được.
Gần một nửa lượng vật chất trong Ngân Hà đến từ các thiên hà khác. Hiện tại Ngân Hà được bồi đắp vật chất từ hai thiên hà vệ tinh gần nhất: Đám mây Magellanic lớn và Đám mây Magellanic nhỏ. Các đặc trưng của Ngân Hà như khối lượng sao, mômen động lượng, thành phần kim loại,... cho thấy nó chưa hề sáp nhập với bất cứ thiên hà lớn đáng kể nào trong suốt 10 tỉ năm qua. So với các thiên hà xoắn ốc khác, điều này khá bất thường; ví dụ như Thiên hà Tiên Nữ hình thành từ sự sáp nhập của một số thiên hà tương đối lớn.
Theo như các nghiên cứu gần đây cho thấy tốc độ sản sinh sao mới của Ngân Hà của chúng ta cũng như Thiên hà Tiên Nữ hàng xóm rất chậm, chủ yếu là do cạn kiệt môi trường khí gas cần thiết. Người ta chia tốc độ này thành ba vùng đỏ, lục, lam với tốc độ tạo sao mới tăng dần. Ước tính quá trình này có thể bị dập tắt hoàn toàn trong khoảng 5 tỉ năm nữa, cho dù Thiên hà Tiên Nữ và Ngân Hà có va chạm với nhau đi chăng nữa.

## Bên trong Dải Ngân Hà
Có khoảng 200 - 400 tỉ ngôi sao được chứa trong Ngân Hà, cùng với hơn 100 tỉ hành tinh. Do một số ngôi sao có khối lượng rất nhỏ, cộng với việc chúng nằm cách xa Mặt Trời đến hơn 300 năm ánh sáng, khiến cho việc xác định con số chính xác rất khó khăn. Trong khi đó, thiên hà Tiên Nữ cách chúng ta khoảng 2,5 triệu năm ánh sáng, lại chứa đến khoảng một ngàn tỉ (1012) sao, vượt xa con số các vì sao trong dải Ngân Hà.
Các ngôi sao phân bố tập trung phần lớn ở trung tâm Ngân Hà, và trải dần ra ngoài rìa với mật độ giảm dần chứ không có ranh giới rõ ràng giữa "vùng có sao" và "vùng trống". Tuy nhiên, vượt ra khỏi bán kính 40,000 năm ánh sáng thì mật độ sao sụt giảm nhanh một cách bất thường. Bao quanh đĩa thiên hà là một quầng khí nóng phát sáng khổng lồ. Cũng giống Ngân Hà, quầng khí này tự di chuyển rất nhanh.

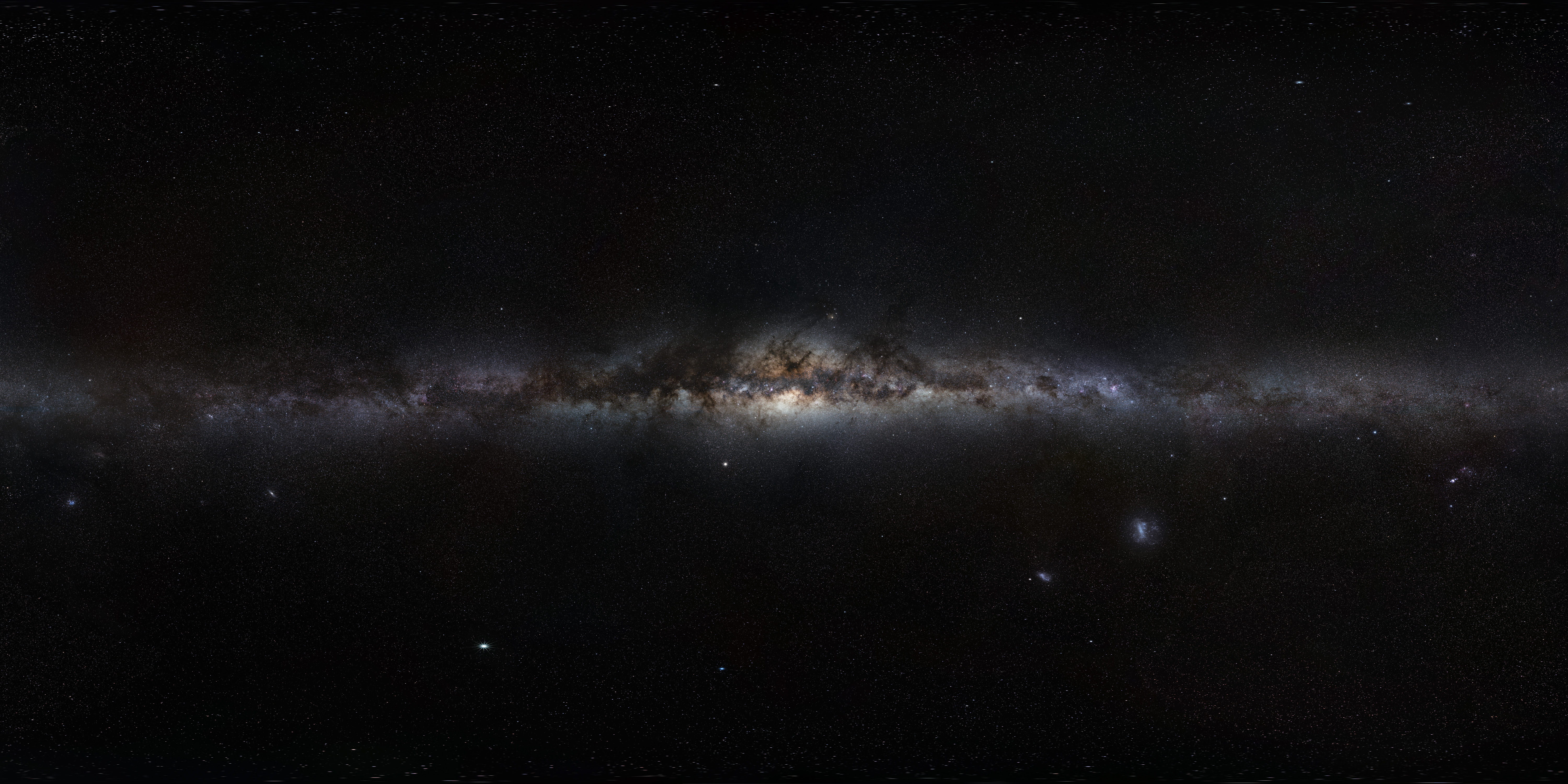
Hình ảnh toàn cảnh 360 độ tuyệt đẹp này, bao phủ toàn bộ thiên cầu nam và bắc, cho thấy cảnh quan vũ trụ bao quanh hành tinh xanh nhỏ bé của chúng ta. Cảnh sao tuyệt đẹp này là hình ảnh đầu tiên trong số ba hình ảnh có độ phân giải cực cao được giới thiệu trong dự án GigaGalaxy Zoom, được đưa ra bởi Đài quan sát Nam Âu trong khuôn khổ Năm Thiên văn Quốc tế 2009 (IYA2009). Mặt phẳng của Dải Ngân hà của chúng ta, mà chúng ta nhìn thấy từ góc nhìn của chúng ta trên Trái đất, cắt một dải sáng trên hình ảnh. Phép chiếu được sử dụng trong GigaGalaxy Zoom đặt người xem ở phía trước Thiên hà của chúng ta với Mặt phẳng Thiên hà chạy ngang qua hình ảnh - gần như thể chúng ta đang nhìn Dải Ngân hà từ bên ngoài. Từ vị trí thuận lợi này, các thành phần chung của thiên hà xoắn ốc của chúng ta có thể nhìn thấy rõ ràng, bao gồm đĩa của nó, được khảm với cả tinh vân tối và phát sáng, chứa các ngôi sao trẻ, sáng, cũng như phần phình ra ở trung tâm của Thiên hà và các thiên hà vệ tinh của nó. Việc chụp ảnh chủ yếu diễn ra tại các đài quan sát của ESO tại La Silla và Paranal ở Chile, với việc chụp ảnh bổ sung tại La Palma thuộc quần đảo Canary. Hình ảnh toàn cảnh cuối cùng cô đọng 120 giờ quan sát trải dài trong vài tuần.

## Cấu trúc
Sự phân bố khối lượng bên trong cho thấy Ngân Hà thuộc loại Sbc theo phân loại Hubble, với các cánh tay xoắn ốc bao quanh. Đến đầu thập niên 90 thế kỉ XX, các nhà thiên văn mới đặt nghi vấn rằng Ngân Hà là một thiên hà xoắn ốc chặn ngang (xoắn ốc dạng thanh) chứ không phải là một thiên hà xoắn ốc đơn thuần. Mãi đến 2005, giả thiết này mới được chính thức xác nhận bởi những quan sát thu được từ kính viễn vọng Spitzer Space Telescope. Người ta quan sát được "Thanh chắn" bắc qua trung tâm lớn hơn nhiều so với giả định trước đó của các nhà khoa học.

### Vị trí của Hệ Mặt Trời trong Dải Ngân Hà
Hệ Mặt Trời nằm trong vùng định cư của Ngân Hà, thuộc rìa trong của nhánh Lạp Hộ, bên trong Đám mây liên tinh địa phương thuộc Bong bóng địa phương, và nằm trong Vành đai Gould, ở khoảng cách 26,4 ± 1,0 nghìn năm ánh sáng (8,09 ± 0,31 kpc) từ tâm thiên hà. Mặt trời hiện cách 5-30 parsec (16-98 năm ánh sáng) từ mặt phẳng trung tâm của đĩa thiên hà. Khoảng cách giữa nhánh địa phương và nhánh cận ngoài, nhánh Perseus (Anh Tiên), là 2kpc (6,5 kly).

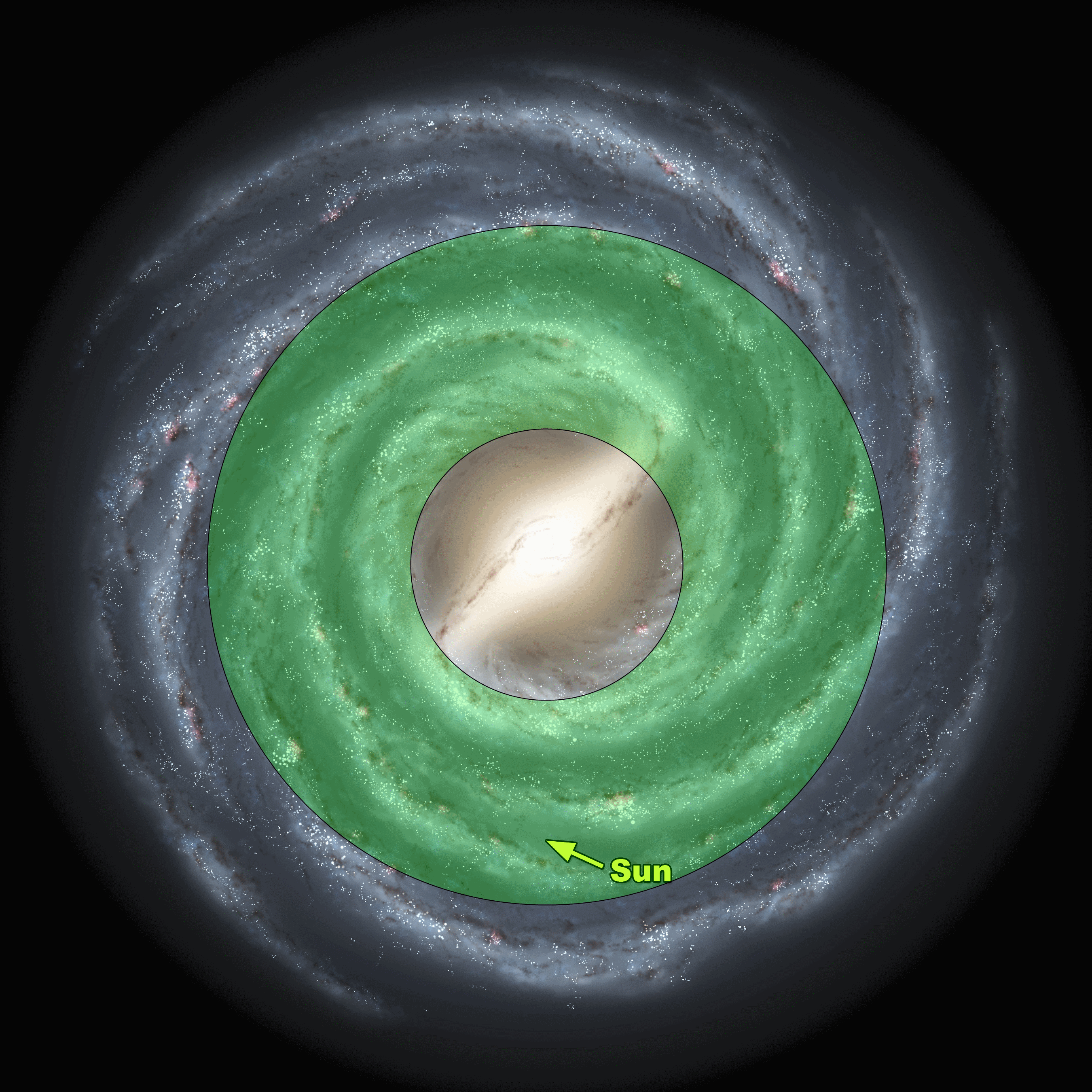
Minh họa cho "vùng định cư" của thiên hà - diện tích hình vành khăn màu xanh lá, vùng được cho là hội tụ đủ các yếu tố cần thiết để sự sống có thể tồn tại và phát triển
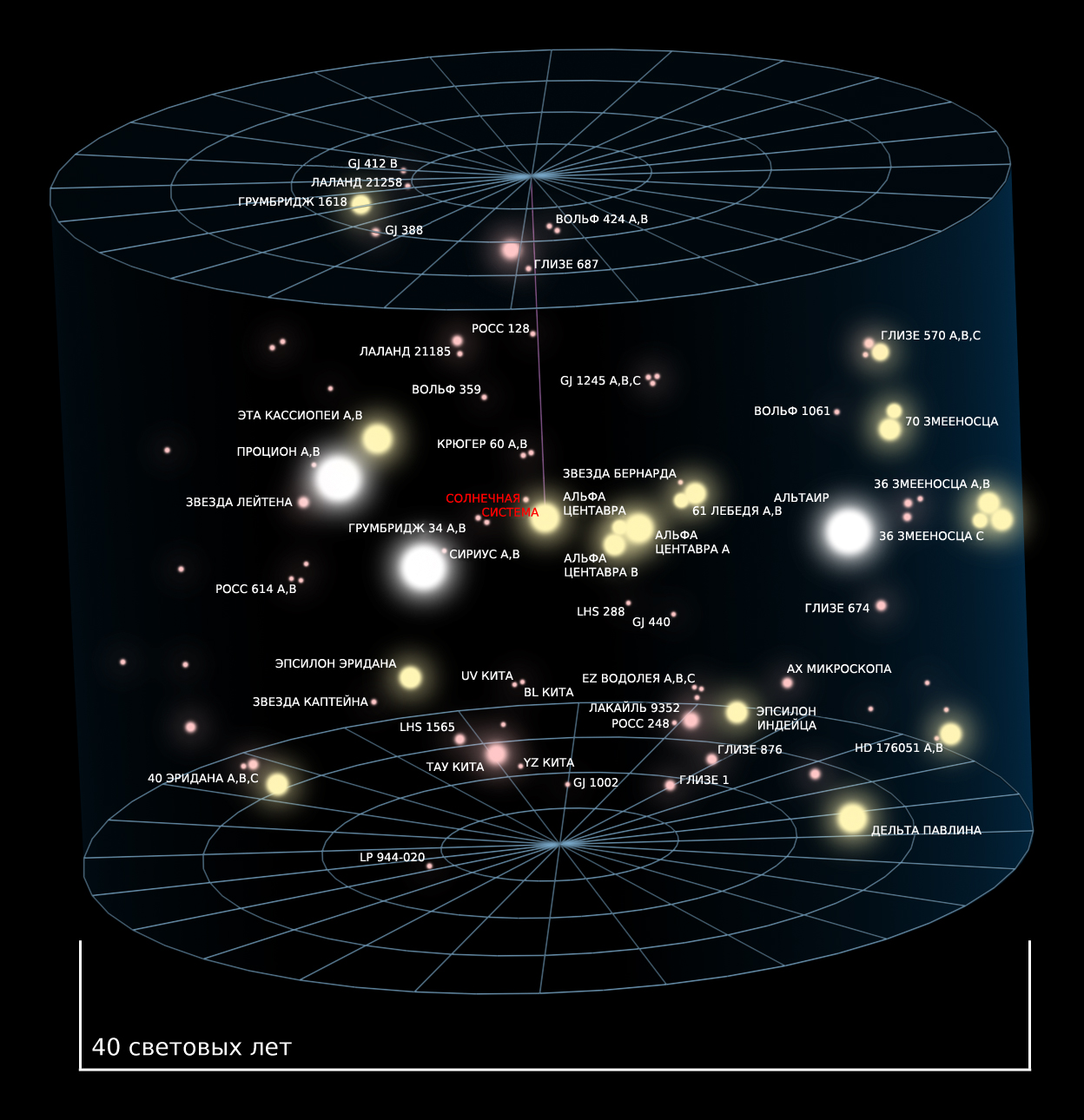
Sơ đồ các ngôi sao lân cận Hệ Mặt Trời

Đường cong xoay của Dải Ngân hà. Trục dọc là tốc độ xoay quanh Trung tâm thiên hà. Trục ngang là khoảng cách từ Trung tâm Thiên hà tính theo kpcs. Mặt trời được đánh dấu bằng một quả bóng màu vàng. Đường cong quan sát của tốc độ quay là màu xanh lam. Đường cong dự đoán dựa trên khối lượng sao và khí trong Dải Ngân hà là màu đỏ. Phân tán trong các quan sát được chỉ ra bởi các thanh màu xám. Sự khác biệt là do vật chất tối.

Một "năm thiên hà" kéo dài 240 triệu năm, tương ứng một chu kỳ của Mặt Trời trên quỹ đạo quanh Ngân Hà Do đó mặt trời được cho là đã hoàn thành 18-20 vòng quỹ đạo trong suốt cuộc đời của nó và 1/1250 vòng kể từ khi xuất hiện loài người. Tốc độ của Hệ Mặt Trời quay quanh quỹ đạo Ngân Hà vào khoảng 220 km/s hay 0.073% tốc độ ánh sáng. Mặt trời di chuyển qua nhật quyển khoảng 84.000 km/h (52.000 mph). Ở tốc độ này, phải mất 1400 năm thì Hệ Mặt Trời mới di chuyển được khoảng cách 1 năm ánh sáng. Hệ Mặt Trời đang di chuyển theo hướng của chòm sao Thiên Yết, trên mặt phẳng hoàng đạo.

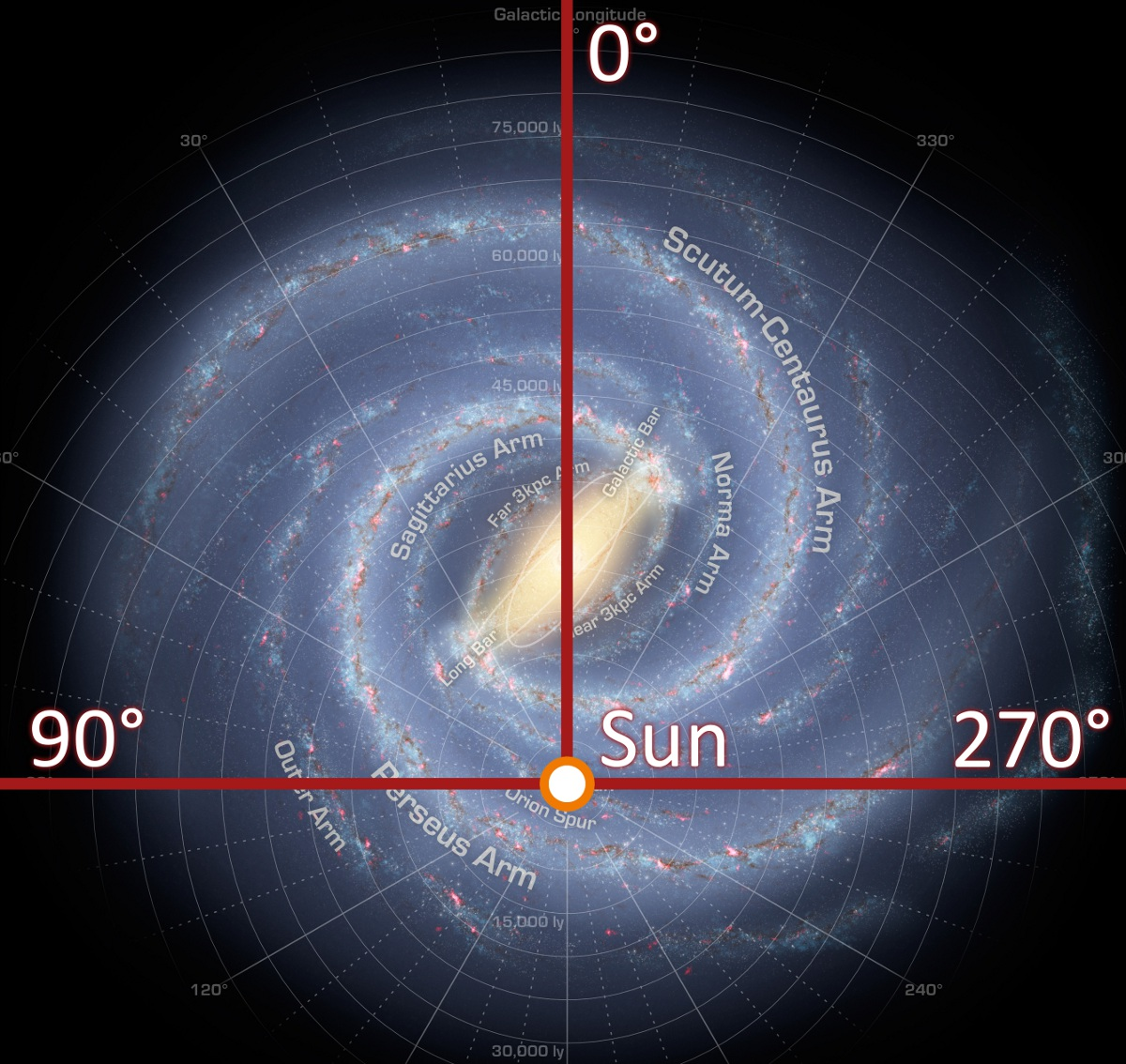
Hệ quy chiếu trong Ngân Hà, với Mặt Trời làm gốc.

### Trung tâm Ngân Hà
Các ngôi sao trong dải Ngân Hà quay xung quanh trung tâm Ngân Hà, cách Trái Đất 24 – 28,4 nghìn năm ánh sáng (7,4–8,7 kiloparsecs) theo hướng các chòm Xà Phu, Thiên Yết và chòm Cung Thủ, nơi sáng nhất của sông Ngân, và cũng là vị trí của Sagittarius A*

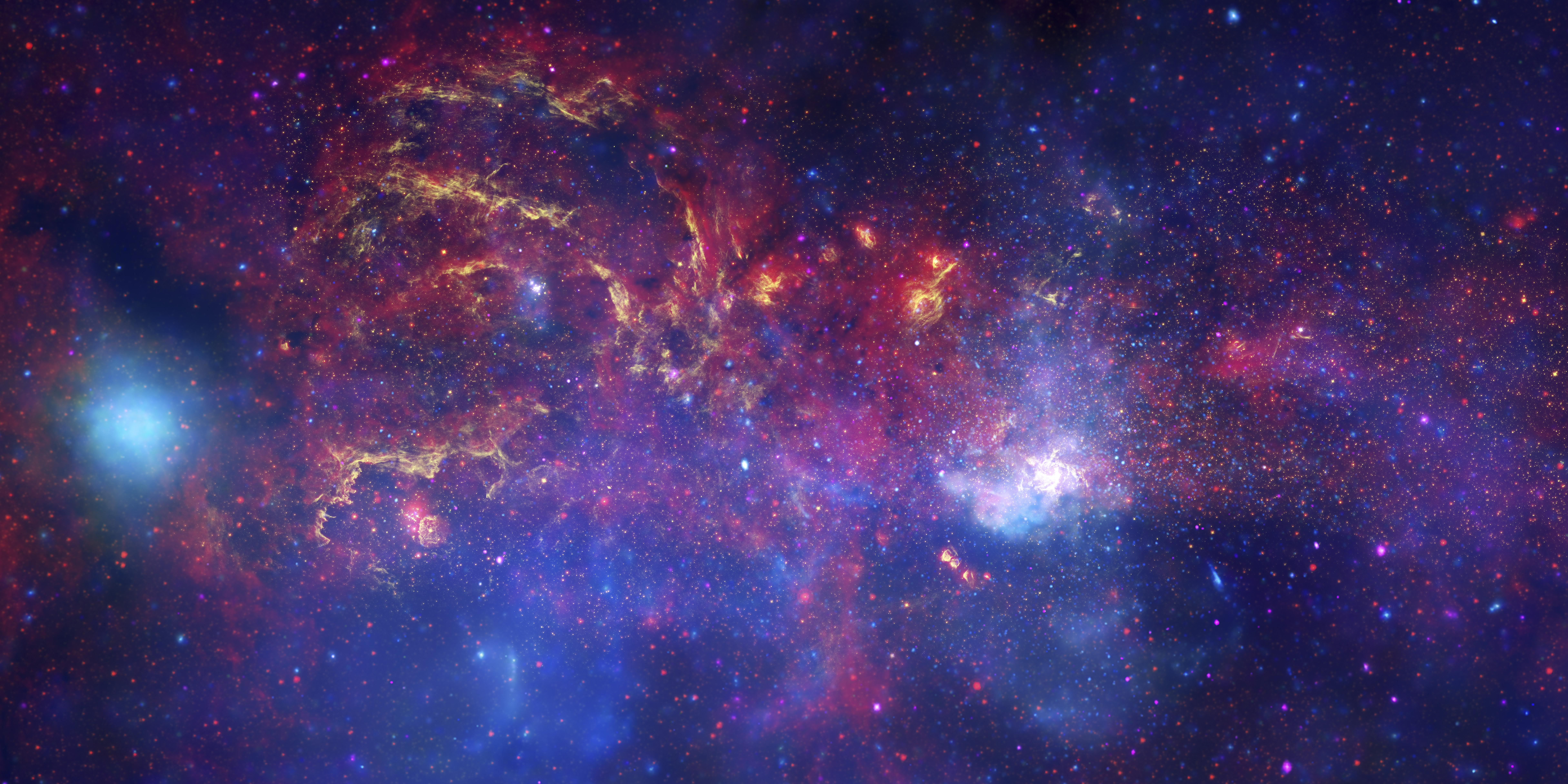
Vùng sang bên phải của bức ảnh rất có thể là một hố đen siêu trọng.

Hệ Mặt Trời cách tâm này khoảng 26.000 - 28.000 năm ánh sáng (8,0 - 8,6 kpc).
Tại đây quan sát được một nguồn bức xạ vô tuyến rất mạnh có tên gọi là Sagittarius A*. Chuyển động của vật chất quanh tâm cho thấy Sagittarius A* chứa một vật thể rất nặng và đặc. Các nhà đưa ra giả thiết đây là một hố đen siêu khối lượng, tương tự như với trung tâm các thiên hà khác, với khối lượng ước tính khoảng 4,1 - 4,5 triệu lần Mặt Trời.

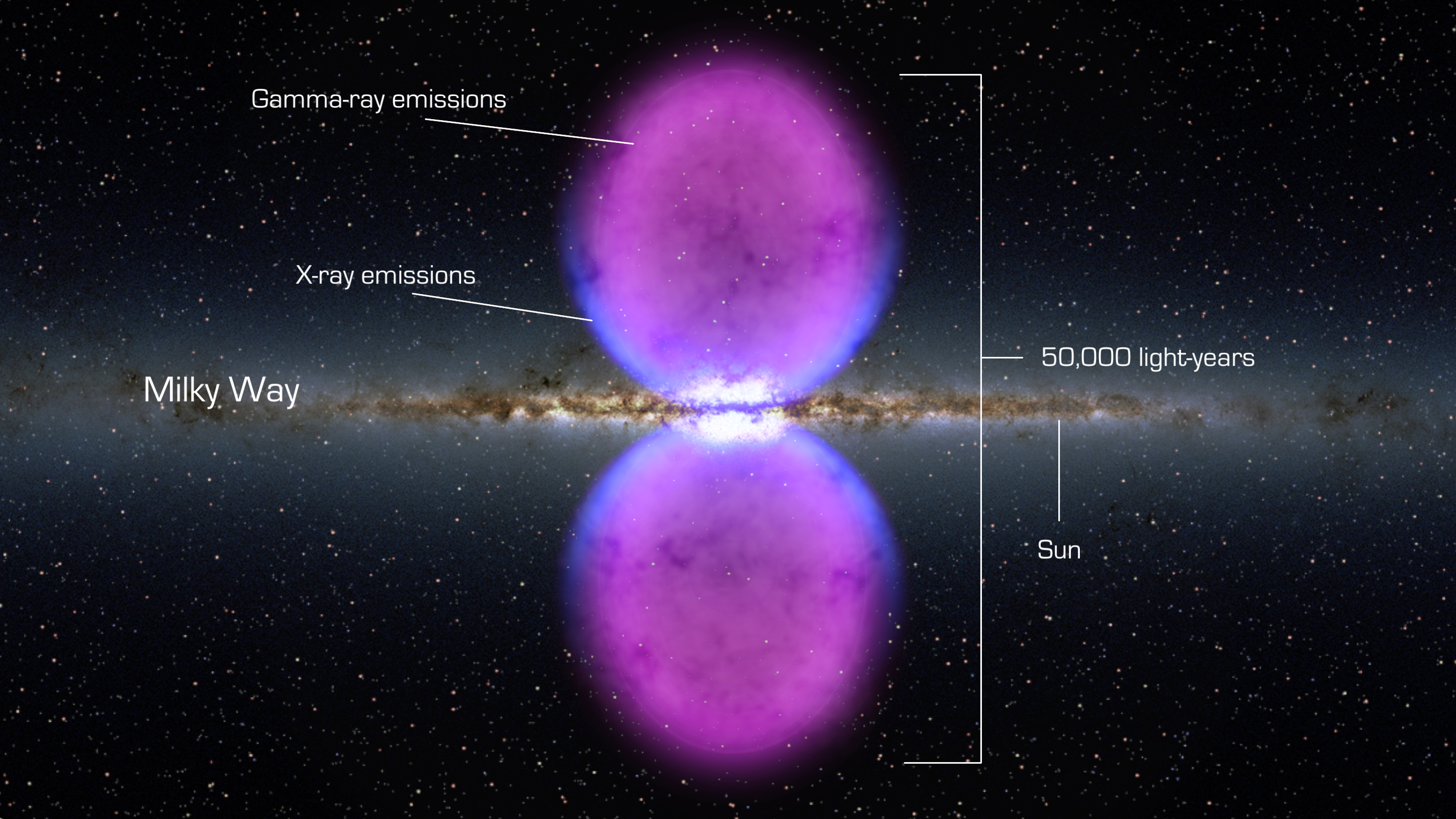
Màu xanh là phát xạ X-ray, còn vùng màu tím là phát xạ tia gamma.

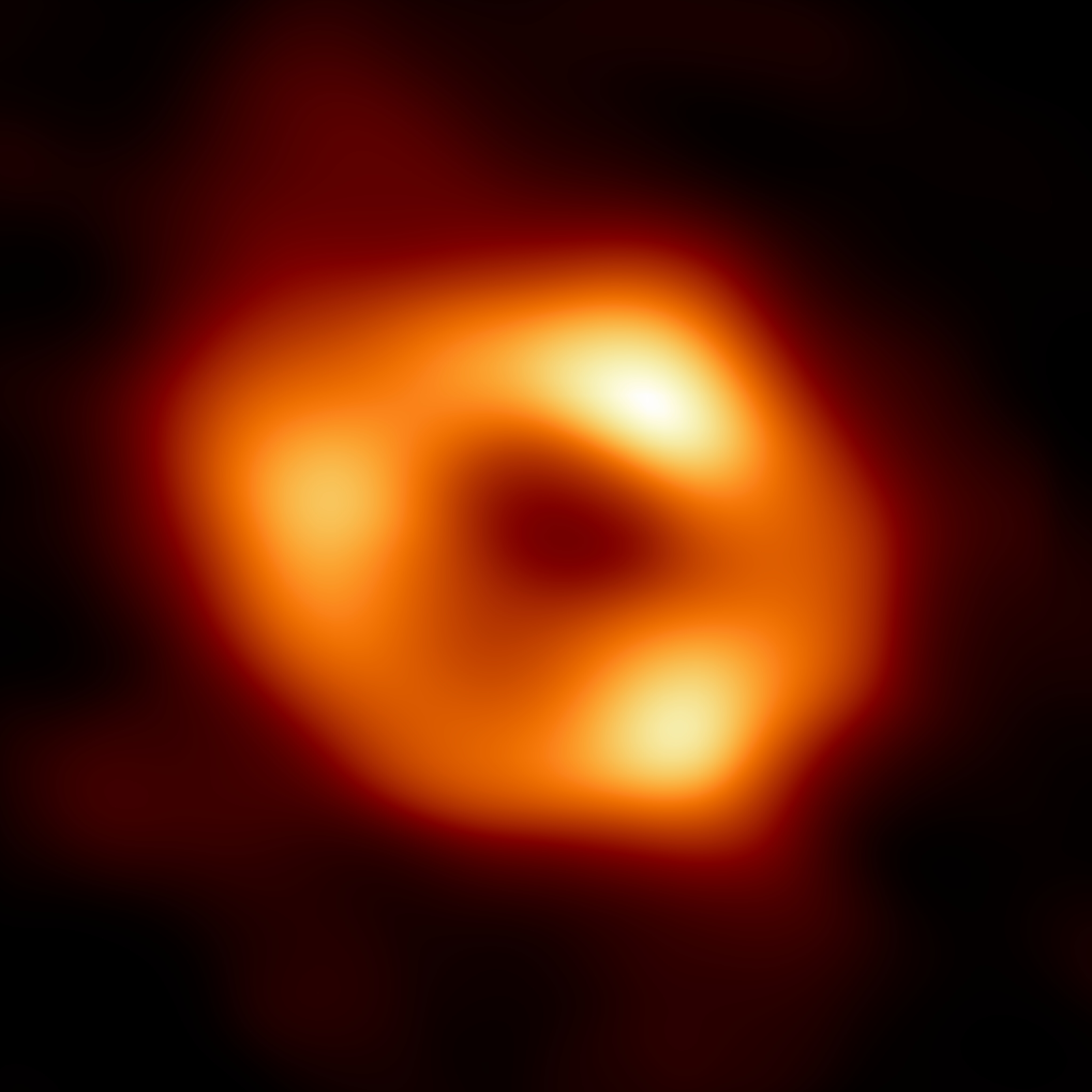
Sagittarius A* chụp bởi Kính thiên văn Chân trời sự kiện.

Hiện vẫn còn nhiều tranh cãi về thanh chắn ngang Ngân Hà. Ước lượng một nửa chiều dài của nó trải dài từ Trái Đất đến tâm vào khoảng 1 to 5 kpc (3,000–16,000 ly), hợp với đường nối tâm tới Trái Đất khoảng 10-50 độ
Vào năm 2010, hai khối cầu năng lượng X-ray/gamma bùng nổ ở 2 cực bắc và nam ở trung tâm. Đường kính mỗi khối cầu lên đến 25,000 năm ánh sáng.

### Các nhánh xoắn ốc của Ngân Hà
Từ trung tâm Ngân Hà, có bốn nhánh xoắn ốc chính và ít nhất hai nhánh nhỏ, cụ thể như sau: 
| Màu                                          | Các cánh tay của dải Ngân Hà                                          |
| -------------------------------------------- | --------------------------------------------------------------------- |
| Lục lam                                      | Nhánh 3-kpc (nhánh 3 kpc gần và nhánh 3 kpc xa) và nhánh Perseus      |
| Tím                                          | Nhánh Norma và nhánh ngoài cùng (Với phần mở rộng phát hiện năm 2004) |
| Xanh lá                                      | Nhánh Scutum - Centaurus                                              |
| Hồng                                         | Nhánh Carina – Sagittarius                                            |
| Có ít nhất hai nhánh nhỏ hoặc spur, bao gồm: |                                                                       |
| Cam                                          | Nhánh Orion–Cygnus (Chứa hệ mặt trời)                                 |

Dải ngân hà cùng các cánh tay của nó

Khoảng cách từ nhánh Orion và nhánh kế tiếp, nhánh Perseus, vào khoảng 6,500 năm ánh sáng. Mỗi nhánh xoắn ốc miêu tả một đường xoắn logarit với độ dốc khoảng 12 độ.
Đĩa của dải Ngân Hà được bao quanh bởi các quầng sáng hình ô van của các ngôi sao đã già và các tinh vân. Trong khi đĩa chứa khí và bụi bị mờ bởi sự quan sát trong một số các bước sóng, thì các quầng sáng không bị như vậy. Các ngôi sao đang hoạt động mạnh chiếm chỗ trong đĩa (đặc biệt trong các nhánh xoắn ốc, tiêu biểu cho các khu vực có mật độ cao), nhưng không có trong các quầng sáng. Nhóm các ngôi sao sinh ra bởi các đám mây phân tử cũng chủ yếu tìm thấy trong các đĩa.

## Các láng giềng trong Nhóm Địa phương
Ngân Hà cùng Thiên hà Tiên Nữ (cách khoảng 2,5 triệu năm ánh sáng) hợp thành một hệ đồng hành, thuộc trong quầng thể nhóm các thiên hà địa phương, hay còn gọi là Nhóm Địa phương, chứa trong Siêu đám Xử Nữ.
Đáng kể đến trong Nhóm Địa phương còn có Thiên hà Tam Giác ( Messier 33) với kích thước đứng sau Ngân Hà và là thiên hà xoắn ốc không có cấu trúc thanh ngang tại trung tâm thiên hà.

Dựa vào các quan sát gần đây, Thiên hà Tiên Nữ và Ngân Hà đang tiến lại gần nhau với vận tốc khoảng 100 – 140 km/s. Các nhà khoa học dự đoán trong khoảng 3 - 4 tỉ năm nữa chúng sẽ va chạm với nhau và sáp nhập lại thành một thiên hà elip. Mặc dù vậy, xác suất các ngôi sao riêng rẽ trong từng thiên hà va chạm với nhau là cực kì thấp, do khoảng cách xa đáng kể giữa chúng.
Dải Ngân Hà được quay quanh bởi một số các thiên hà sao lùn trong Nhóm Địa Phương (Local Group). Lớn nhất trong số này là Đám mây Magellan lớn với đường kính khoảng 20.000 năm ánh sáng. Nhỏ nhất là sao lùn Carina, sao lùn Draco và Sư Tử II chỉ có kích thước 500 năm ánh sáng. Các sao lùn khác quay quanh thiên hà của chúng ta là đám mây Magellan Nhỏ; sao lùn chính Canis; gần nhất là thiên hà sao lùn hình elip Sagittarius; sao lùn Tiểu Hùng Tinh; sao lùn Sculptor, sao lùn Sextans, sao lùn Fornax và Sư Tử I.
- Hệ thống thiên hà vệ tinh của Ngân Hà gồm có thiên hà elip lùn Sagittarius, đám mây Magellan Nhỏ, Đám mây Magellan lớn, thiên hà lùn Đại Khuyển, thiên hà lùn Tiểu Hùng, thiên hà lùn Draco, thiên hà lùn Carina, thiên hà lùn Sextans, thiên hà lùn Sculptor, thiên hà lùn Fornax, Leo I, Leo II, và thiên hà lùn Đại Hùng. Thiên hà vệ tinh lớn nhất của Ngân Hà là Đám mây Magellan lớn.[66]

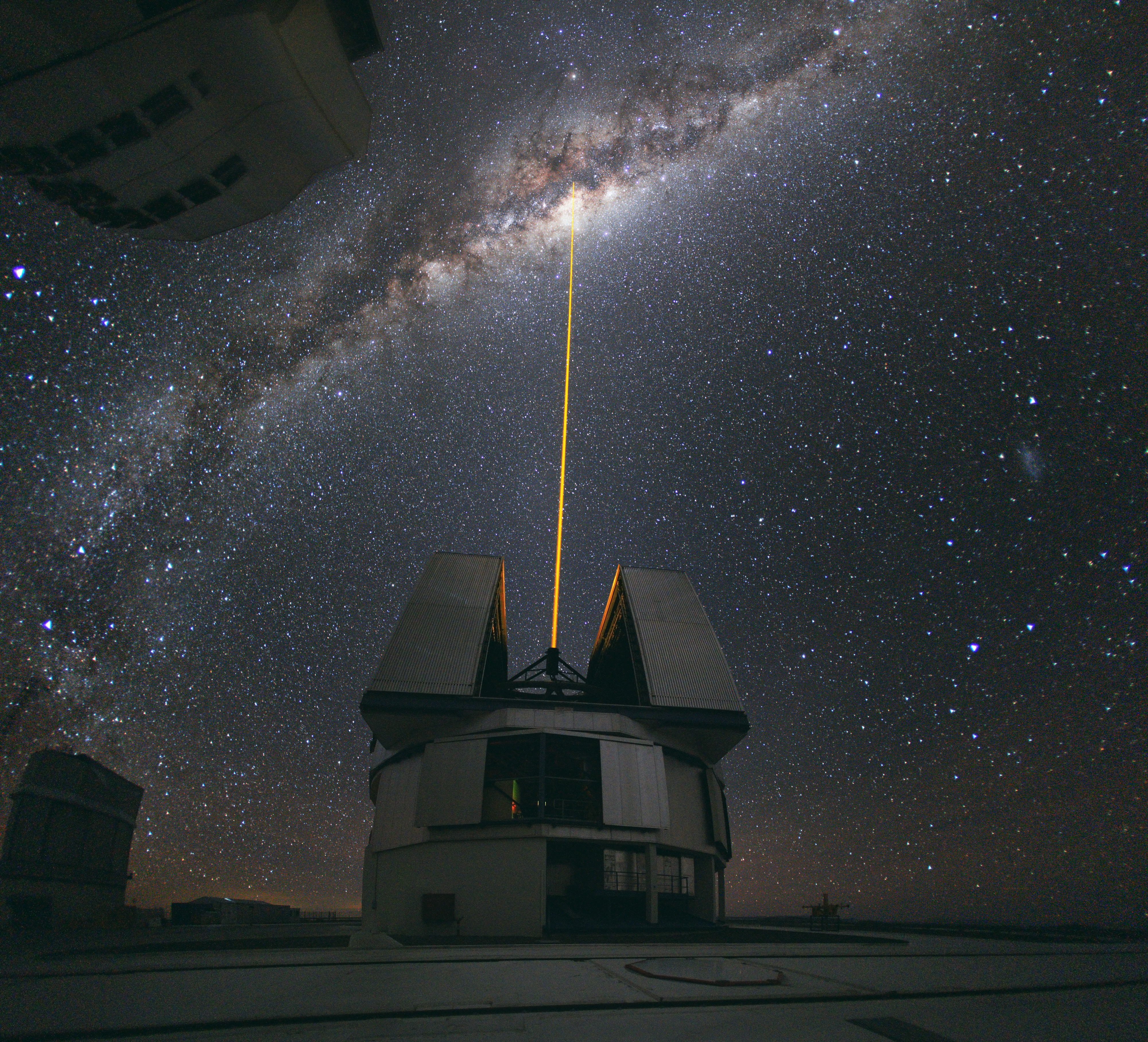
Một tia laser phóng về trung tâm của Ngân Hà.

- Hệ thống thiên hà vệ tinh của Thiên hà Tiên Nữ gồm M32, M110, NGC 147, NGC 185, And I, And II, And III, And IV, And V, Pegasus dSph, thiên hà lùn Cassiopeia, And VIII, And IX, và And X.

## Thư viện ảnh

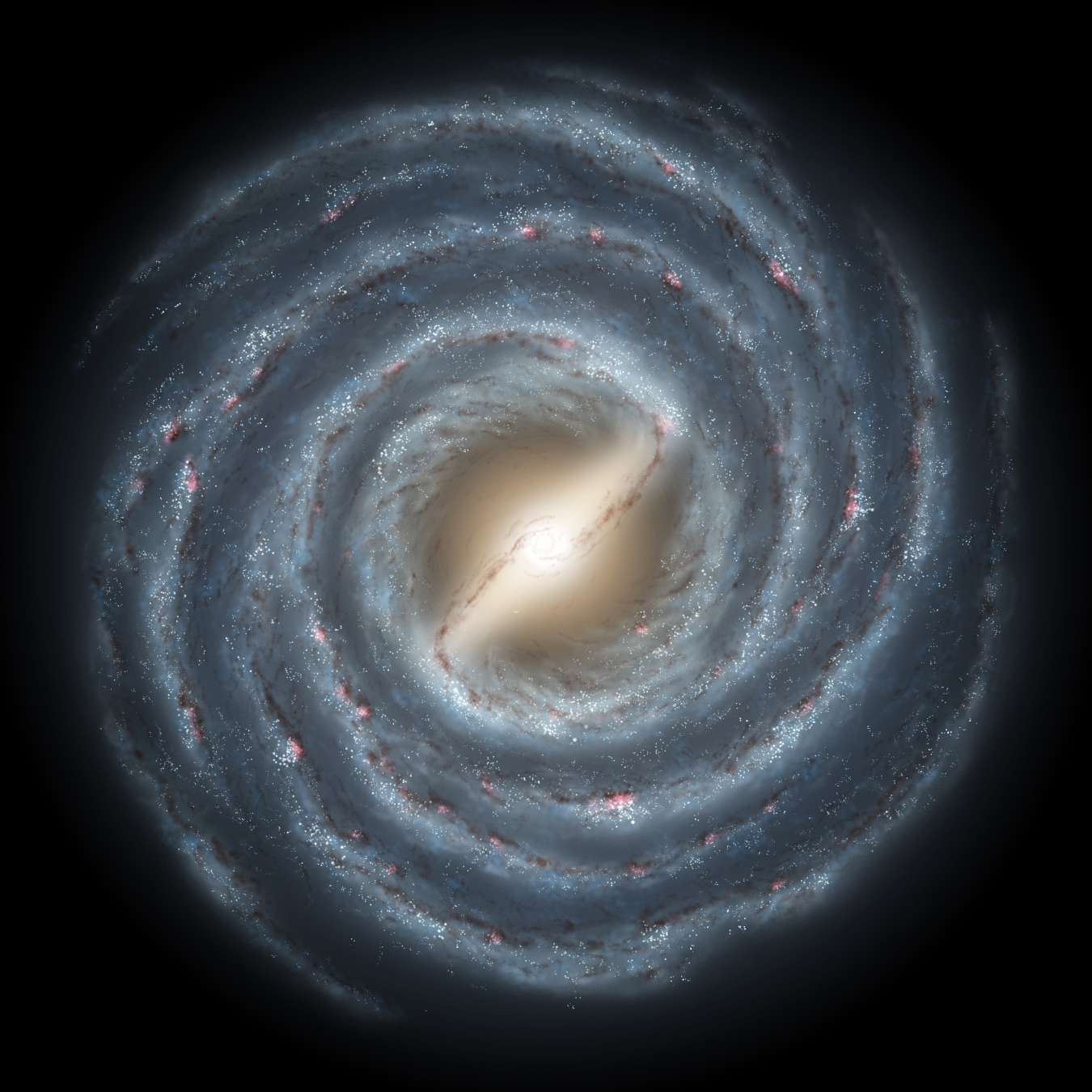
Minh họa của NASA về Ngân Hà.
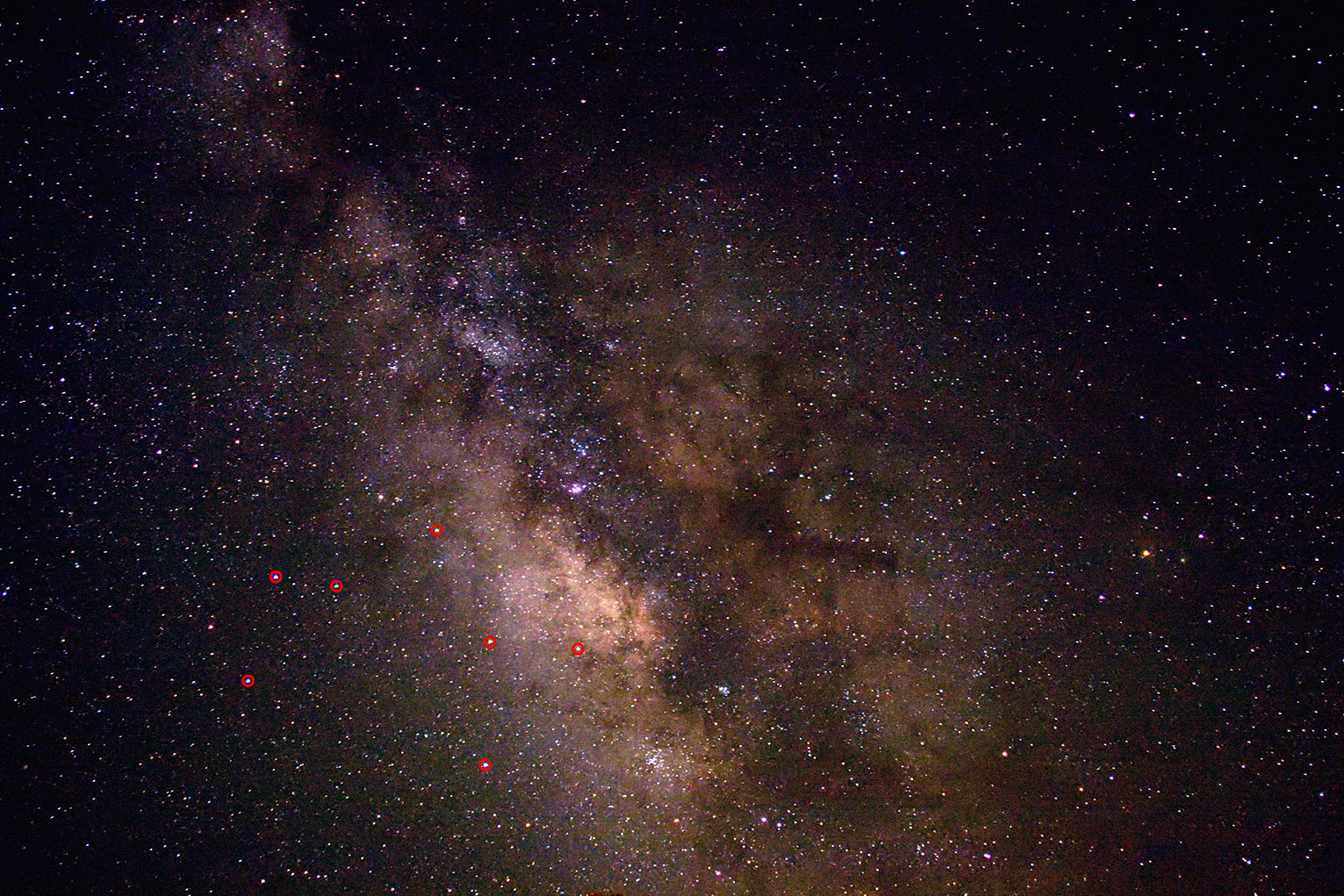
Vùng trung tâm Ngân Hà. Những ngôi sao chính được khoanh màu đỏ.
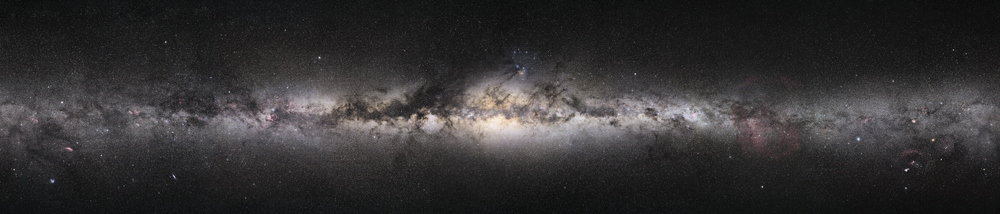
Toàn cảnh 360 độ của tổng thể Ngân Hà, nhìn từ hệ Mặt Trời.
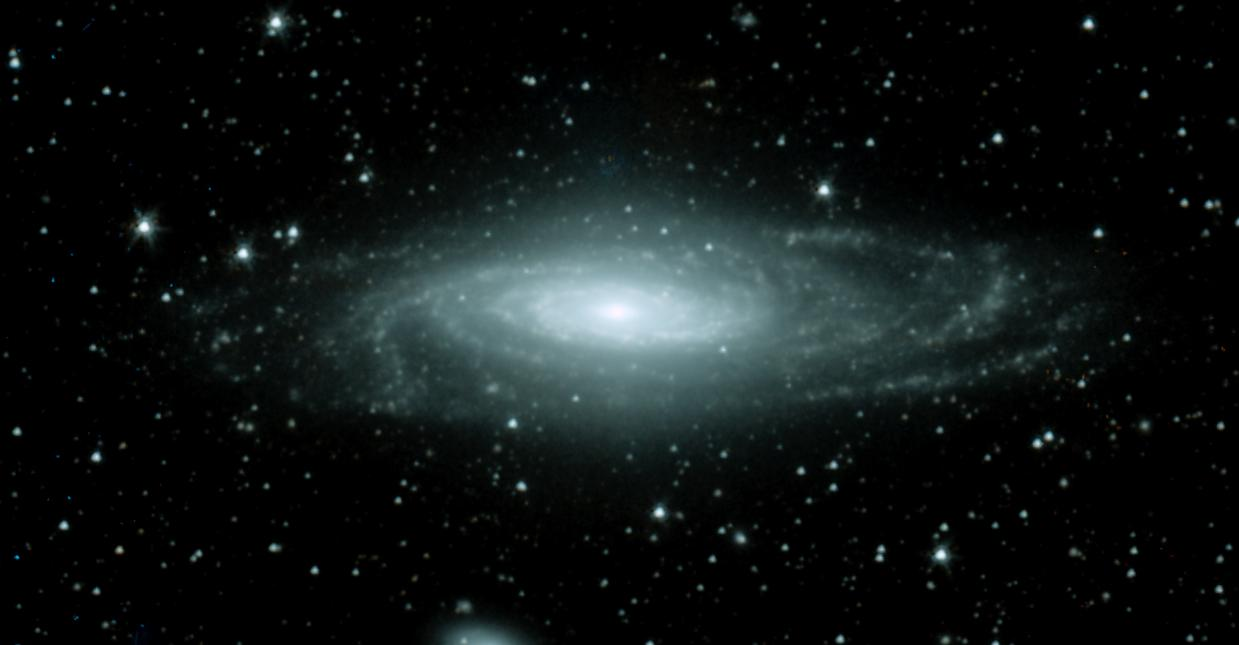
Thiên hà xoắn ốc NGC 7331 thường được coi là bản sao của Ngân Hà.
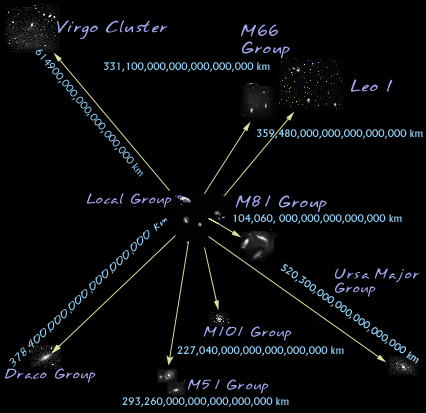
Nhóm thiên hà Local Group (nhóm địa phương)
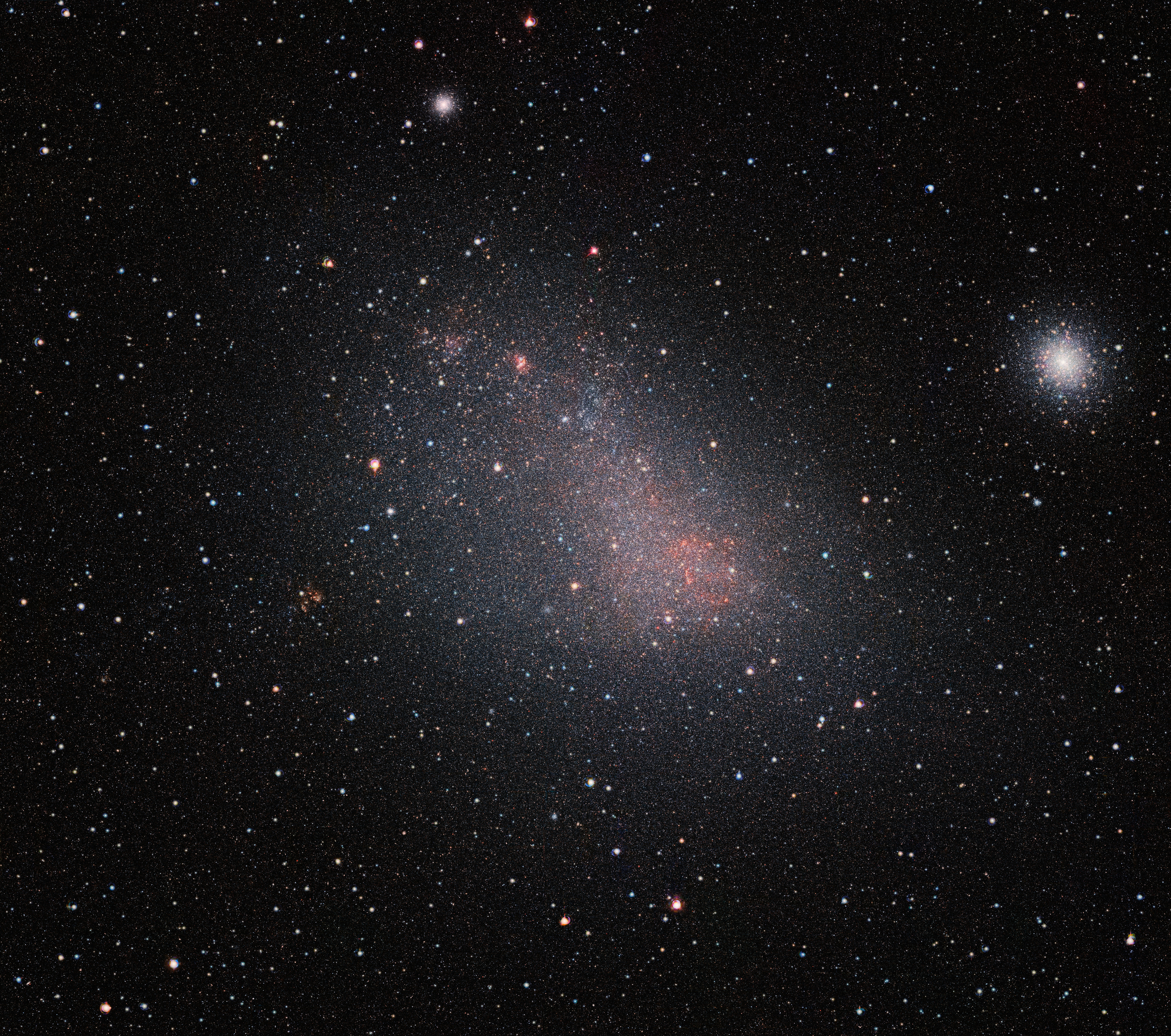
Mây Magellan nhỏ
Carina
Draco
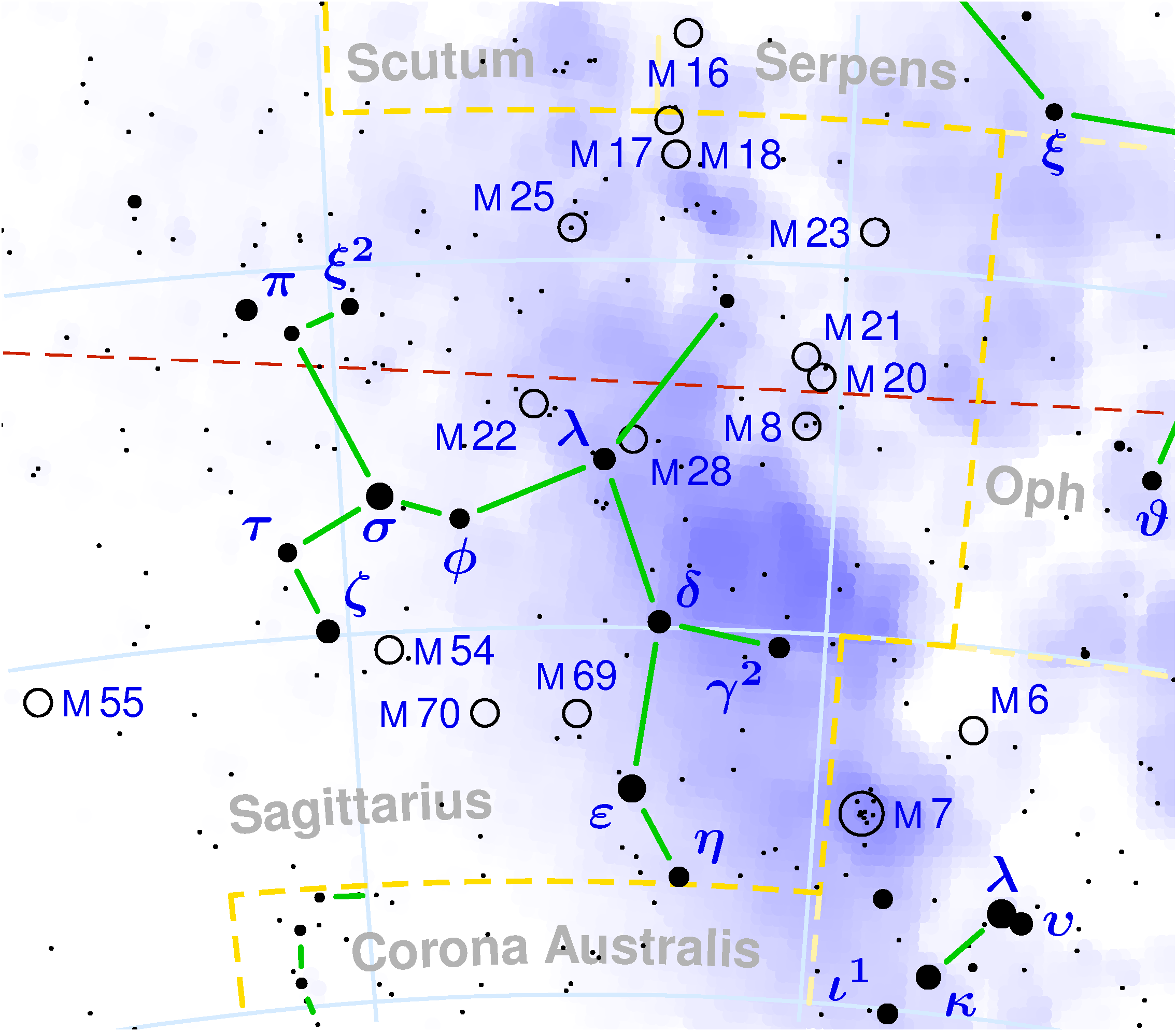
Sagittarius
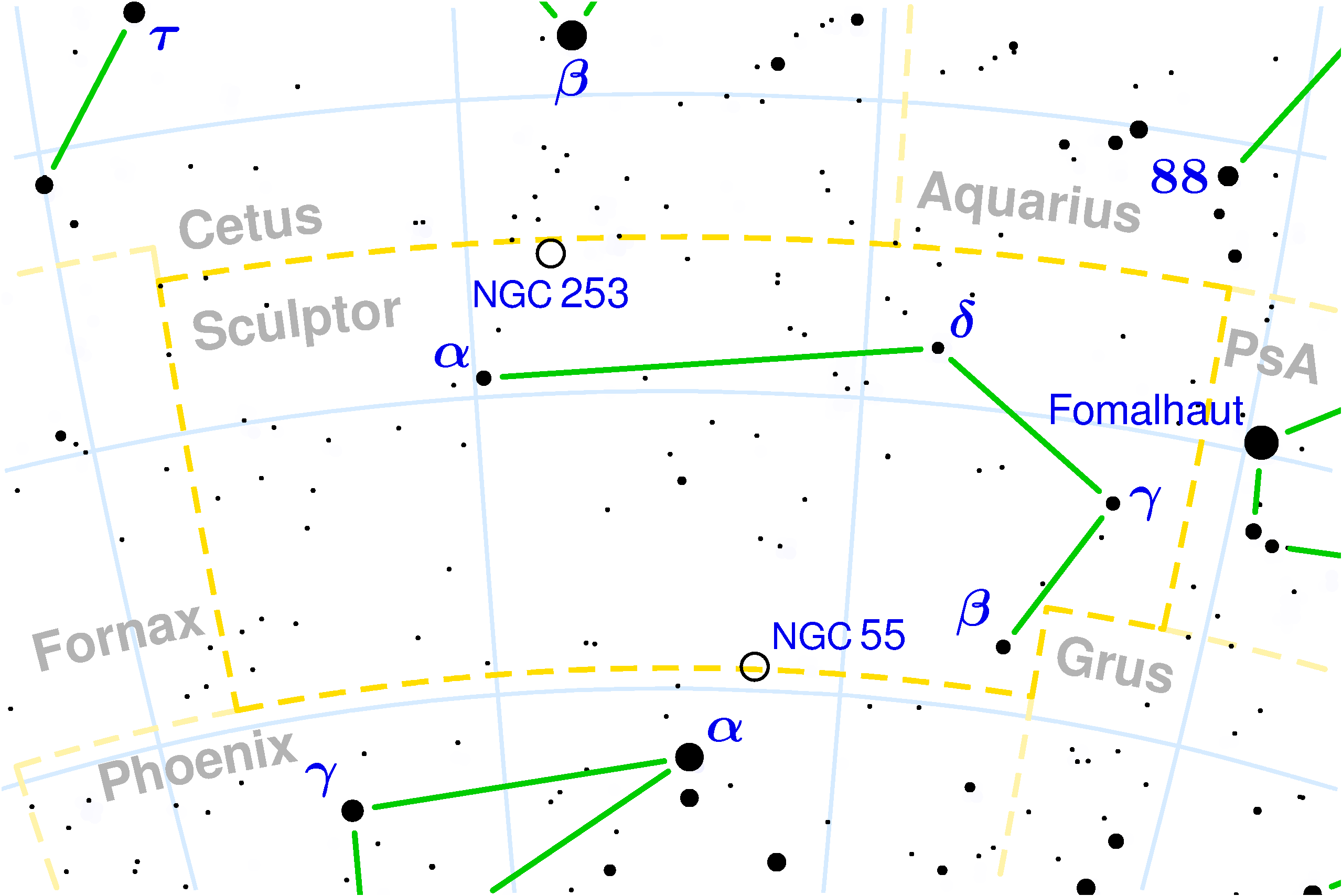
Sculptor
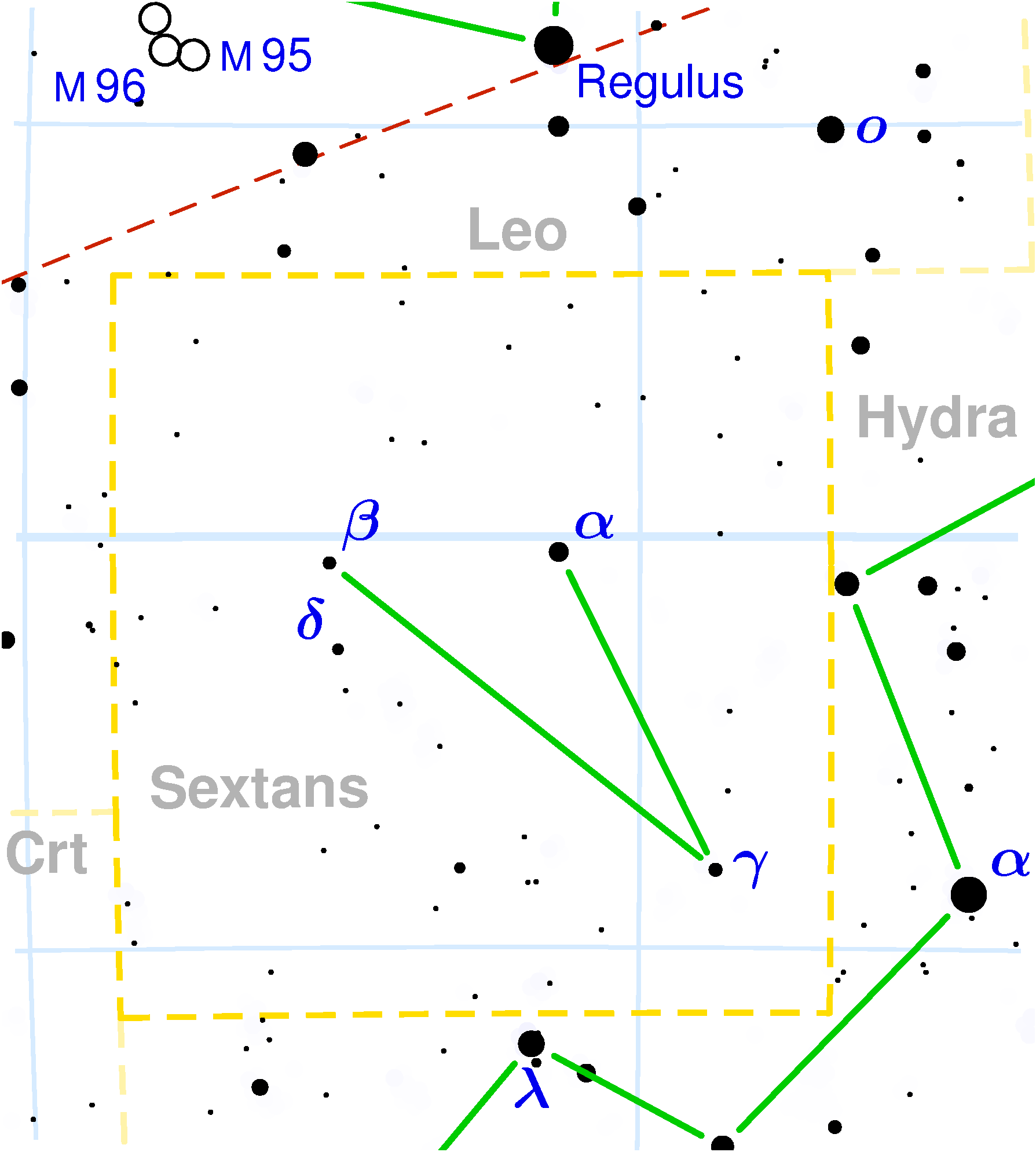
Sextans
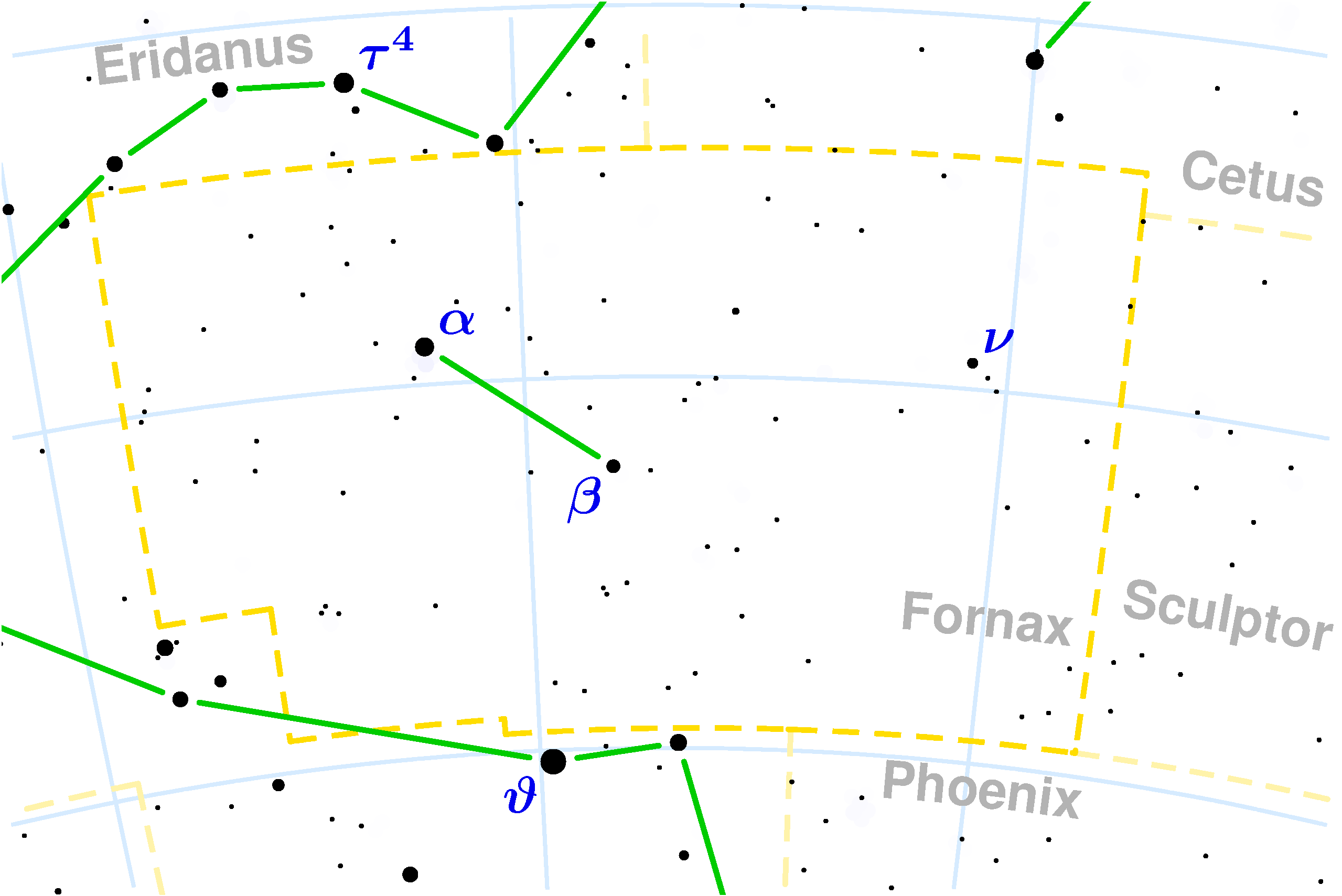
Fornax
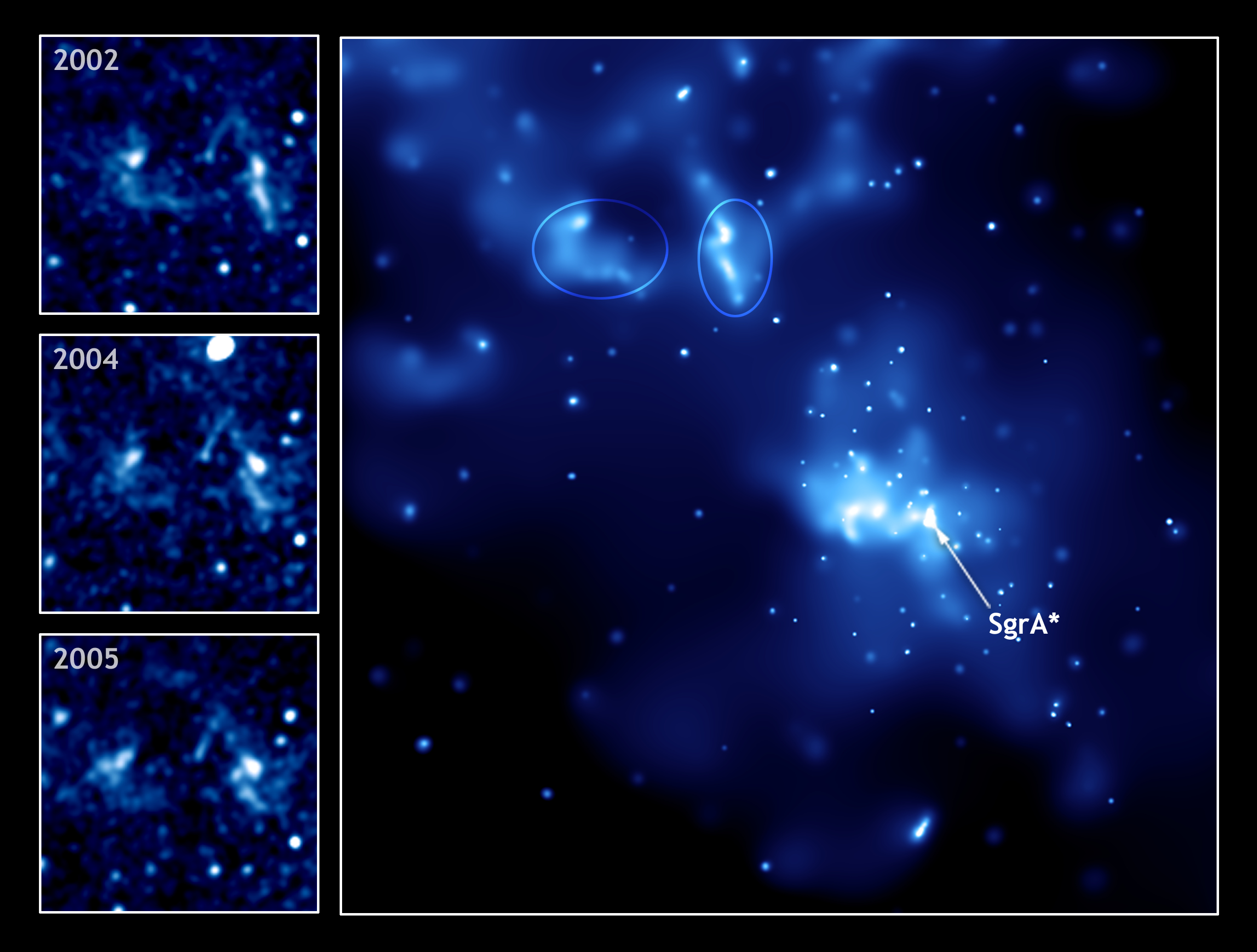
Sagittarius A* ở trung tâm
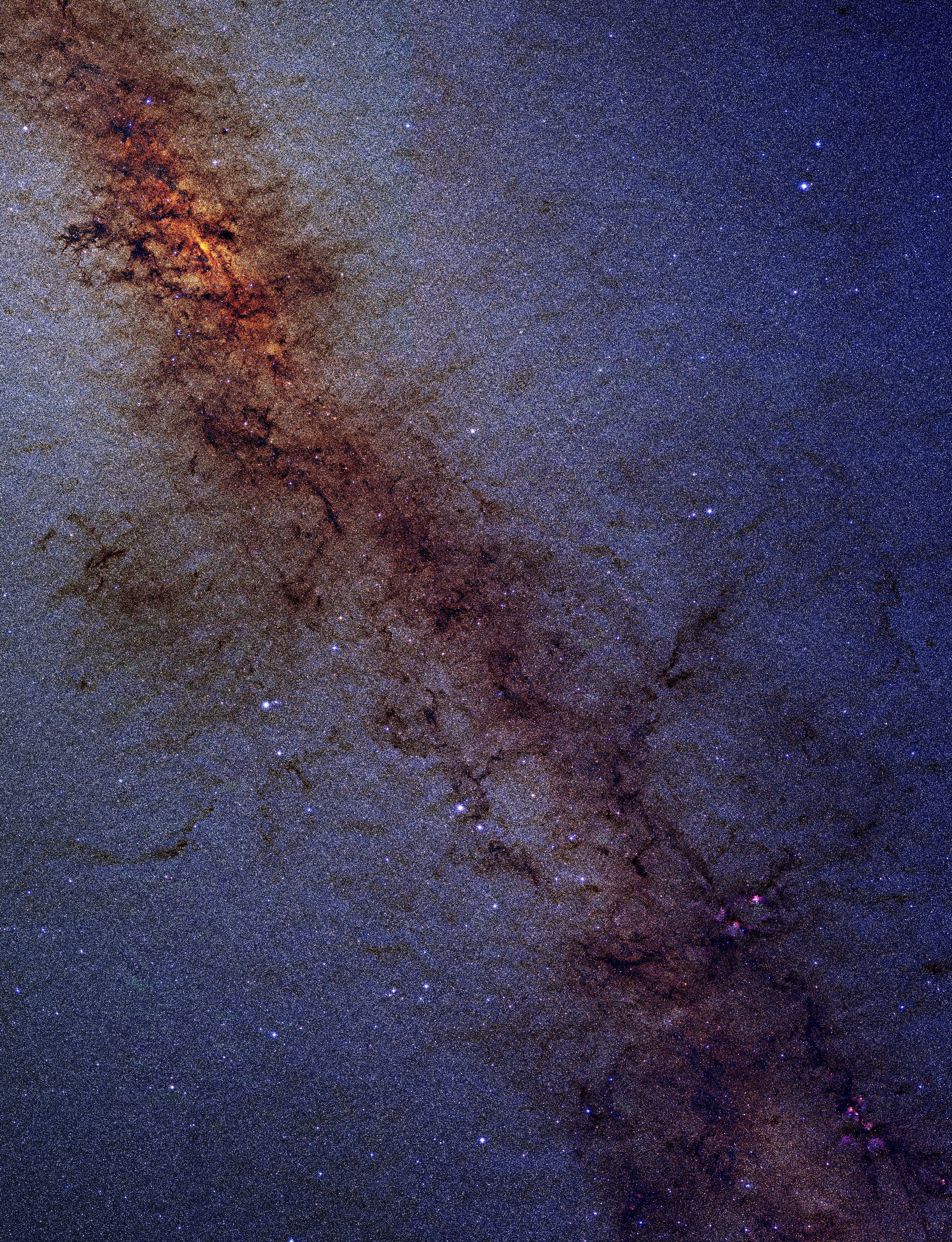
Trung tâm Ngân Hà
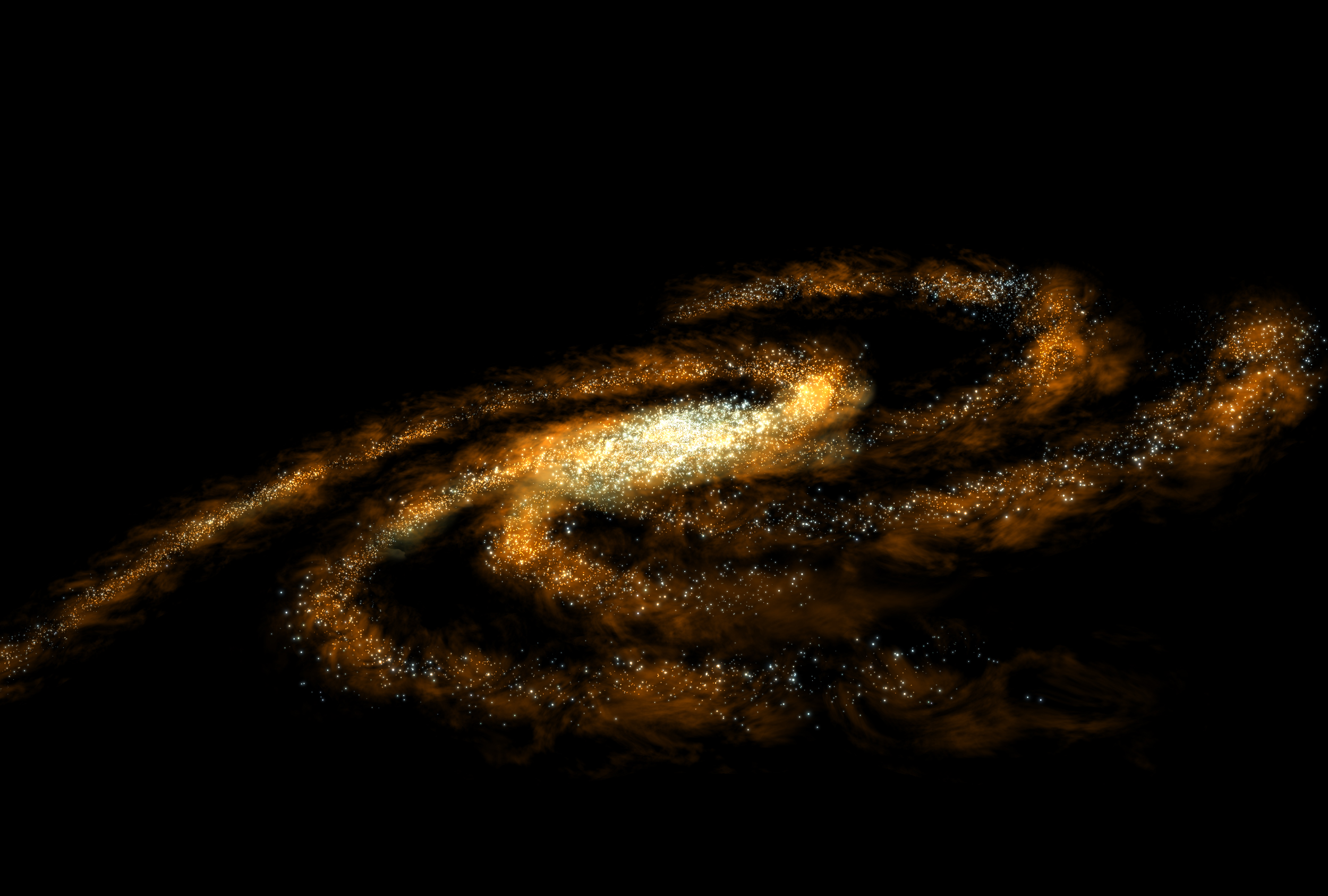
Ngân Hà - thiên hà xoắn ốc
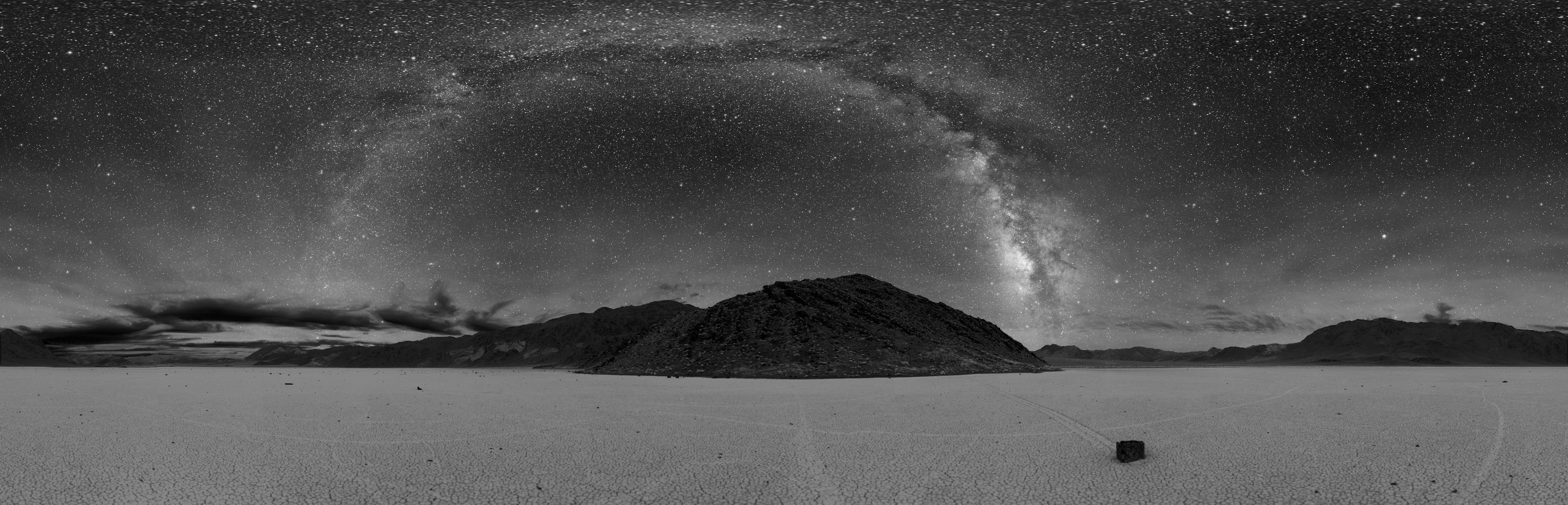
Dải sông Ngân, nhìn từ Thung lũng Chết, 2007